# 星座百景グレート
星座百景グレート（せいざひゃっけいグレート）は、日本の3人組女性アイドルグループ。所属事務所はシンデレラアカデミー。
2016年に星座百景として結成。一旦は決定した解散を撤回し2022年7月17日に改名し「帰ってきたヒロイン」をキャッチフレーズに再スタートした。ライブを通じ元気を届けることを掲げ、関東地方を中心に活動している

## 概要
12星座をモチーフにしたアイドルグループとして結成。メンバーの誕生日の星座によってチームに分けられてさらにランクがあり、かつては多数のメンバーが在籍していた。しかし、2020年以降のコロナ禍で活動一時休止・ライブ活動縮小などに追い込まれ、メンバーの卒業も相次ぎファンの数も激減。「先行きが見えない」として、2022年3月にグループを解散することを発表した。ところが解散ライブがメンバーのコロナ感染で中止に。メンバーで議論した結果、「一度は諦めた夢を追いかけ続けるアイドルがいてもいいのでは？」と解散撤回の結論に至り5人の新体制での活動継続を決意。「帰ってきたヒロイン・星座百景グレート」として再スタートした。
星座百景時代から掲げ続けている目標は、「ももいろクローバーZさんとの共演」「さいたまスーパーアリーナでの単独ライブ」。改名後はメンバーカラーはももいろクローバーZの五人時代と同じ色に変更、またファンの呼称もアテナからメテオとした。コロナ禍で休止していたフリーライブも2022年10月に再開し、「日本の家族を元気に」という目標も掲げ、多摩・八王子・群馬県などを中心に、関東各地の商業施設や商店街などを拠点としファミリー層などをターゲットに無料ライブ「元気が出るライブ!! 」を展開。メンバー、ファンが一体となって全国各地を元気にする、老若男女に愛されるグループを目指している。
2023年11月24日香月ひなたが脱退。MCやパフォーマンス面において主導的役割を果たしたメンバーの脱退となった。　また、2025年7月27日にはパワフルなパフォーマンスでグループを支えた溝入にかが卒業した。しかし新規メンバーの加入は行わず、3人での活動継続を決意した。　グループ継続の危機に何度も陥りながらも活動を続ける自らの姿を「日本一諦めの悪いアイドル」と自称することも多い。

## メンバー
| 氏名 ニックネーム                           | 公式キャッチフレーズ 担当カラー       | 生年月日・星座 身長・血液型・出身地            | 活動開始年月日 デビューステージ             | グループ内担当・備考                                     | 趣味・特技                                                                                     |
| ------------------------------------------- | ------------------------------------- | ---------------------------------------------- | ------------------------------------------- | -------------------------------------------------------- | ---------------------------------------------------------------------------------------------- |
| 上川湖遥 （かみかわ こはる） こっちゃん     | 炎の闘魂リーダー 【レッド】           | 2000年8月29日（24歳） 乙女座 154cm・A型 静岡県 | 2016年10月12日 2016年11月12日 神田 MIFA     | 3代目リーダー TikTok：歴史博士ちゃん                     | 競馬（馬券は買わない）、折り紙、絵を描くこと、ピグモン 大好物はトマト 「百田夏菜子さんを尊敬」 |
| 姫川ゆな （ひめかわ ゆな） ゆなちゃん       | 全力ストレートガール 【イエロー】     | 2001年7月25日（24歳）獅子座 159cm・O型 埼玉県  | 2017年4月10日 2017年6月4日 神田 Zippal Hall | ステージで煽り担当                                       | 読売ジャイアンツ、ポケモン 「高城れにさんを尊敬」                                              |
| 松沢果菜子 （まつざわ かなこ） かなこちゃん | 変幻自在のファンタジスタ 【パープル】 | 2000年5月1日（25歳） 牡牛座 159cm・A型 埼玉県  | 2017年5月26日 2017年6月4日 神田 Zippal Hall | ステージでMC担当 溝入にかと 「煮卵コンビ」の愛称があった | 変顔、変身メイク、リボン作りが得意 おにぎりが好き 「玉井詩織さんを尊敬」                       |

### 過去のメンバー
| 氏名                                    | 星座 所属チーム                               | 活動開始日                                                     | 卒業日                                                                    | 在籍日数                  | 備考 |
| --------------------------------------- | --------------------------------------------- | -------------------------------------------------------------- | ------------------------------------------------------------------------- | ------------------------- | --- |
| 大崎ソナタ                              | 獅子座 Team Leo                               | 2016年                                                         | 不明                                                                      | 不明                      | |
| Miah（みぃあ）                          | 牡羊座 Team Aries                             | 2016年8月6日 ※お披露目デビュー                                 | 2016年9月23日                                                             | 48日 （1ヶ月と17日）      | 2019年、｢LoVEGReeN｣に加入 ｢福田みずか｣として活動                                                                                    |
| 三浦萌絵                                | 射手座 Team Sagittarius                       | 2016年8月6日 ※お披露目デビュー                                 | 2017年3月25日                                                             | 231日 （7ヶ月と19日）     | 初代リーダー |
| 明智かおり                              | 双子座 Team Gemini                            | 2016年9月16日                                                  | 2017年4月7日                                                              | 203日 （6ヶ月と22日）     | |
| 明莉                                    | 天秤座 Team Libra                             | 2016年8月8日 ※お披露目デビュー                                 | 2017年4月28日                                                             | 263日 （8ヶ月と20日）     | |
| 篠崎ちひろ                              | 山羊座 Team Capricorn                         | 2016年11月30日                                                 | 2017年4月28日                                                             | 149日 （4ヶ月と28日）     | |
| 藤樹ありさ                              | 乙女座 Team Virgo                             | 2017年6月22日                                                  | 2017年7月5日                                                              | 13日                      | |
| 江田はるか                              | 射手座 Team Sagittarius                       | 2016年8月29日 ※お披露目デビュー                                | 2018年1月27日                                                             | 516日 （1年4ヶ月と29日）  | 2019年、｢水戸ご当地アイドル(仮)｣に加入｢ ゆりか｣として活動                                                                           |
| 天羽あみ                                | 山羊座 Team Capricorn                         | 2016年11月6日                                                  | 2018年4月21日                                                             | 531日 （1年5ヶ月と15日）  | 2020年、「燃えこれ学園」に加入 「山田みつき」として活動                                                                             |
| 佐原ほのか                              | 牡羊座 Team Aries                             | 2017年11月21日                                                 | 2018年5月28日                                                             | 188日 （6ヶ月と7日）      | |
| 管本詩音                                | 乙女座 Team Virgo                             | 2017年7月14日                                                  | 2019年2月24日                                                             | 590日 （1年7ヶ月と10日）  | |
| 愛須もも                                | 天秤座 Team Libra                             | 2016年8月6日 ※お披露目デビュー                                 | 2019年3月23日                                                             | 959日 （2年7ヶ月と17日）  | 海賊とピーマン（星座百景）初代船長                                                                                                  |
| 七海寧々                                | 獅子座 Team Leo                               | 2017年2月21日                                                  | 2019年7月26日                                                             | 885日 （2年5ヶ月と5日）   | シンデレラアカデミー運営スタッフに転身                                                                                              |
| 宮瀬悠香                                | 乙女座 Team Virgo                             | 2017年8月8日                                                   | 2019年7月26日                                                             | 717日 （1年11ヶ月と18日） | |
| 南鈴々華                                | 双子座 Team Gemini                            | 2016年10月12日                                                 | 2020年9月13日                                                             | 1432日 （3年11ヶ月と1日） | |
| 白浜妃奈乃                              | 射手座 Team Sagittarius                       | 2016年11月5日                                                  | 2020年11月29日                                                            | 1486日 （4年と25日）      | |
| 成瀬らら                                | 双子座 Team Gemini                            | 2016年8月23日                                                  | 2021年12月19日                                                            | 1934日 （5年3ヶ月と16日） | 仮想通貨少女 リーダー |
| 伊藤花恋                                | さそり座 Team Scorpio                         | 2017年1月9日                                                   | 2022年4月17日                                                             | 1924日 （5年3ヶ月と8日）  | 海賊とピーマン(星座百景)2代目船長 星座百景グレート アシスタントに転身                                                               |
| 華村ひかり                              | 山羊座 Team Capricorn                         | 2018年8月12日                                                  | 2022年4月17日                                                             | 1344日 （3年8ヶ月と5日）  | 2023年、「Honey Devil」に加入 「井上唯」として活動                                                                                  |
| 香月ひなた （こうづき ひなた） ひなたん | 2002年1月25日（23歳）水瓶座 157cm・0型 青森県 | 2016年10月1日 デビューステージは2016年11月26日 秋葉原P.A.R.M.S | 2023年11月24日 最終出演は 2023年11月19日 フューチャーシティファボーレ富山 | 7年と1ヶ月23日            | お茶目な陸奥プリンセス 【ピンク】担当 MC煽り・フォーメーションなど ステージ展開を主導                                               |
| 溝入にか （みぞいり にか） にかっち     | 2001年10月5日（23歳）天秤座 155cm・O型 栃木県 | 2016年10月12日 2016年11月12日 神田 MIFA                        | 2025年7月27日                                                             | 8年と9か月15日            | 制御不能なマスコット 【グリーン】 パワフルなダンス、豪快な煽りが得意 スべる一発ギャグはステージの名物だった 海賊とピーマン3代目船長 |

## 派生ユニット

### 仮想通貨少女
- 2018年1月5日始動した仮想通貨を擬人化したアイドルユニット。仮想通貨を「ただの投機の道具ではなく素晴らしい未来を作る技術」ということをエンタテインメントを通じて推進することを目的として、ライブ入場料、物販などもすべて仮想通貨での決済だった。[23]メンバーはそれぞれ推している仮想通貨の名前を属性として持ち、成瀬らら(リーダー）:ビットコインキャッシュ（BCH）、白浜妃奈乃:ビットコイン（BTC）、天羽あみ:イーサリアム（ETH）、南鈴々華:ネオ（NEO）、愛須もも:モナ（MONA）、松沢果菜子:カルダノ（ADA）、上川湖遥:ネム（XEM）、香月ひなた:リップル（XRP）とされた。※以上は結成時メンバーのもの[23]
- 米CNNや英BBCなど海外メディアもお披露目ライブを取材するなど世界的な注目を集めた。「ネム担当」上川湖遥は当時、静岡県内の実家から通いアイドル活動をしていたが、仮想通貨少女に殺到する取材に対応するため親元を離れて東京で寮生活をすることを決意し、高校も転校。しかし、2018年1月26日の過去最大となるNEM仮想通貨流出事故で逆風を受け、「ネム担当」上川にもバッシングの声も届いた。[24]　流出事件後、仮想通貨少女の仕事は激減したが上川湖遥は専門書を何度も読み込んで仮想通貨の勉強を続けた。[25]
- その後休止状態が続いたが、2021年4月「仮想通貨少女NFT」として復活。上川湖遥がBTC担当のリーダーとなり、「ＮＦＴザ・ワールド」など配信シングル3曲をリリース・日光江戸村を1日貸切って撮影した大規模なMVも制作した。[26]
- 2024年現在、仮想通貨少女としての活動は休止中だが、「ＮＦＴザ・ワールド」は現在でも星座百景グレートのライブのセットリストにしばしば入り、4人体制移行後も歌われている。

### 星座百景★暗黒（ブラック）
成瀬るる(成瀬らら(卒業))、北鈴華(南鈴々華(卒業))

## 略歴
2016年
- 9月17日 - 神田宮地楽器Zippal Hallにてお披露目ステージデビュー。
- 12月21日 - シングル「夢は終わらない」配信限定リリース発売。

2017年
- 3月31日 - シングル「地方創生マツリオンド」配信限定リリース発売。
- 4月1日 - 目黒イーストエリア桜まつりに参加。本イベントでは「やきとり家 すみれ」とコラボレーションしている[27]。
- 4月14日　地方創生を活動テーマの一つに掲げ神奈川県二宮町の川勾神社にてミュージックビデオの撮影[28]。
- 4月16日 - 無料ワンマンライブ「アテナ祭100」を開催し、ライブ動員100人を達成（※アテナとはファンの総称である）[29]。
- 5月6日 - 日本武道館で開催された「武道館アイドル博2017〜1000人のアイドルと遊ぼう！〜」に参加[30]。
- 6月4日 - 神田宮地楽器Zippal Hallにて初の有料ワンマンライブを開催[31]。
- 7月20日 - シングル「海賊とピーマン」配信限定リリース発売。
- 7月20日 - シングル「夏だぜ！青春トランキーロ」配信限定リリース発売。
- 8月5日 - 東京ドームシティ・ラクーアガーデンステージにて無料ワンマンライブ「アテナ祭200」を開催[32]。
- 9月17日 - 第41回目黒区民まつりにサポーターとして参加し、ライブを開催。
- 9月23日 - 木更津の遊園地『キサラピア』とコラボライブを開催。
- 10月7日 - 『あっぱれ！KANAGAWA大行進』にTV出演。
- 10月28日 - 東京・南青山 Future SEVENにて『アテナ祭200リベンジ』を開催し、ライブ動員200人を達成。
- 11月14日 - 東京・下北沢GARDENにて『星座百景×東放学園音響専門学校』コラボライブを開催。
- 12月2日 - 東京 神田 宮地楽器 ZippalHallにて定期公演ワンマンライブ『IWGPブロンズ級選手権』を開催。
- 12月24日 - 東京 神田 宮地楽器 ZippalHallにて星座百景のワンマンライブ『Xmas★LIVE〜アテナと私のクリスマス』を開催。

2018年
- 1月5日 - 派生ユニット『仮想通貨少女』が誕生。
- 2月2日 - 東京・南青山 Future SEVENにてIWGPブロンズ級選手権を開催。
- 2月27日 - 香月ひなたが突発性難聴のため芸能活動の無期限休止[33]。
- 3月9日 - 「17 Live」メンバーの個人配信開始。 [34]
- 4月2日 - 東京キネマ倶楽部にてワンマンライブ「アテナ祭500」を開催するが、ライブ動員500人未達成。
- 5月1日 - 「会社員5000万パワーズ (星座百景盤)」が、オリコンデイリーランキング初登場4位を達成、オリコンウィークリーランキング19位を達成。
- 5月31日 - 「17 Live」メンバーの個人配信終了[35]。
- 6月9日 - 東京・南青山 Future SEVENにて初の『昇格祭』を開催。
- 7月13日 - 東京・南青山 Future SEVENにてワンマンライブIWGPシルバー級選手権
- 7月26日 - 七海寧々・宮瀬悠香　卒業公演[36]
- 8月5日 - 「LiveMe」メンバーの個人配信開始[37][38]。
- 8月25日 - 東京・南青山 Future SEVENにて『星座百景2周年★夏祭り〜浴衣de模擬店daライブ』を開催。
- 10月12日 - 東京キネマ倶楽部にて『アテナ祭500〜暗黒伝 雪辱の刻』を開催。しかし、2度目のライブ動員500人未達成となりアテナ祭と無料ワンマンライブは消滅。
- 10月26日 - 成瀬らら 神奈川県二宮町観光親善大使任命。2018年11月1日就任。
- 11月17日「第5回IWGPシルバー級選手権」（王者・南鈴々華。挑戦者・姫川ゆな）を開催。
- 12月8日 - 「第2回昇格祭」を開催。
- 12月16日 - 上川湖遥（シルバー・仮想通貨少女NEM担当）岡山県での西日本豪雨災害支援活動へ参加[39]。
- 12月18日 - CD全国リリース第2弾「地方創生マツリオンド」が、オリコンデイリーランキング初登場3位を達成。
- 12月25日 - ユナイテッド・シネマ − アクアシティお台場でクリスマスイベントを開催。
- 12月25日　MV『戦友セブンセンシズ』初公開。曲終盤のブレイクの場面では持病の治療のため長期離脱中だった香月ひなたを、リーダー上川湖遥が青森まで訪ねこの曲のCDを届けて、「戦友」と心を重ねる場面が挿入されるなどのメッセージが込められた。

2019年
- 1月5日 - 新リーダーに上川湖遥が就任。約2年ぶりにリーダーが誕生。
- 1月20日 - 『戦友セブンセンシズ』配信開始。
- 1月28日 - 日本経済新聞に上川湖遥のインタビュー掲載。
- 1月28日 - tvk（テレビ神奈川）『猫のひたいほどワイド』に二宮町観光親善大使として成瀬ららが生出演。
- 1月28日、1月29日 - 横浜そごう前にて《魅力再発見inかながわ》観光キャンペーンに成瀬ららが参加。
- 2月19日 - Abema TV「AbemaPrime」に南鈴々華、伊藤花恋が生出演。
- 3月24日 - テレビ東京『深夜に発見！新shock感』に上川湖遥、南鈴々華、伊藤花恋の3名が出演。
- 5月1日 - 上川湖遥が右膝半月板損傷による手術およびリハビリで活動停止[40]。
- 5月15日 - 『月と仮想通貨と私』『俺の名はブロックチェーン』配信開始。
- 6月22日 - 東京・南青山 Future SEVENにてワンマンライブ『香月ひなた復活祭』を開催[41]。
- 6月22日 - 海賊とピーマン2代目船長に伊藤花恋が就任[42]。
- 6月23日 - ももクロ・佐々木彩夏ソロコン・AYAKA NATION 2019 in Yokohama Arena での外周イベント『Yokohama A-rin Collection 2019』に出演[43]。開始前にリーダー上川湖遥が登場し「星座百景はももクロさんを越えたいという思いからつくられたグループ」と大勢のモノノフを前にスピーチした[44]。ソロコン本編のアンコールでは星座百景もバックダンサーに加わり「だって あーりんなんだもーん」に出演した（右膝リハビリ中の上川は見学）[45]。
- 6月30日 - 湘南ベルマーレ・ホームタウンデーに「二宮町観光親善大使」として成瀬ららが出演[46][47]。
- 7月31日 - 「LiveMe」メンバーの個人配信終了[48]。
- 8月17日 - 東京・南青山 Future SEVENにてワンマンライブ『夏祭り2019』を開催。
- 9月14日 - 東京・南青山 Future SEVENにてワンマンライブ『3周年☆LIVE』を開催。
- 9月20日 - 令和元年房総半島台風（台風15号）で被害を受けた千葉県山武市の廃棄りんご1万個を買い取る[49]。
- 10月12日 - 冬の大三角形ワンマンライブ第1弾が令和元年東日本台風（台風19号）の影響で公演中止[50]。
- 11月17日 - 第21回湘南にのみやふるさとまつりステージ出演[51]。
- 11月23日 -  東京・南青山 Future SEVENにてワンマンライブ『冬の大三角形ライブ第2弾 上川湖遥★復活祭』を開催。星座百景「第二章」の幕開け。
- 12月1日 - 『魁！ニッポン応援団』配信開始。この曲から衣装が新しくツナギになる。
- 12月8日 - 東京・南青山 Future SEVENにてワンマンライブ『冬の大三角形ライブ第3弾 星座百景★ニッポン応援ライブ＆姫川ゆな祭』を開催。
- 12月20日 - 朝ラジオ『特ダネ！こっちゃん』がYoutubeで開始される。
- 12月24日,25日 - ももクロの「ももいろクリスマス2019」がさいたまスーパーアリーナのメイン会場で開催されている中、4階にあるTOIROの会場で「星屑たちのクリスマス」が開催され多くのももクロファン（モノノフ）も立ち寄り、会場周辺で大規模に行ったビラ配りとともに星座百景をアピールする機会となった。

2020年
- 2月23日　横浜馬車道でのフリーライブ。このあと感染拡大でライブ中止相次ぎ、これが最後の通常開催のライブとなる。
- 3月7日 - MV『魁！ニッポン応援団』初公開。
- 3月8日 - フレスポひばりが丘店でのライブが感染拡大で中止。以後予定されていたライブもすべて中止・延期となる。[52]
- 3月31日 - コロナ感染拡大によりグループとして活動休止発表[53]
- 4月1日 - 成瀬らら「神奈川県二宮町観光親善大使」任期満了（2018年11月1日～2020年3月31日）[54]。
- 4月3日 - ワンマンライブ「アテナ災500」が2021年3月7日(日)に公演延期 。[55]
- 5月15日 - 南鈴々華の卒業を発表。
- 8月9日 - 星座百景★fellows SPORTS〜超ディスタンスLIVE！　約半年ぶりにライブ再開　屋内フットサル場で1部・2部 各回20名限定という厳格な条件での開催となった[56]。
- 9月13日 - 星座百景★ディスタンスLive 南鈴々華卒業ステージ。
- 9月17日 - 星座百景4周年を迎える。
- 10月25日 - 新宿ビックロ屋上のフットサル場、銀座deフットサル新宿でライブ。コロナ禍で使用できるライブ会場が激減している中、以後継続してここでライブを行うようになり「ホーム」的存在となる。
- 11月13日 - 白浜妃奈乃の卒業を発表。
- 11月29日 - 星座百景★ディスタンスLive　白浜妃奈乃卒業公演。

2021年
- 3月7日 - アテナ災500がコロナ感染拡大のため中止[57]
- 6月19日 - ツヨクツヨクのカバー決定を発表
- 6月22日 - ツヨクツヨクMV公開
- 7月24日 - ワンマンライブ「Strong×Strong」（日本橋公会堂）ツヨクツヨクが初披露される。
- 7月28日 - （仮想通貨少女）NFTザ・ワールドMV公開
- 8月2日 - 星座百景TikTok開始
- 9月26日 - 星座百景5周年記念ライブが関係者感染のため中止。
- 10月3日 - 香月ひなた（アニソンおまんじゅう）・成瀬ららTikTok開始
- 10月4日 - 伊藤花恋TikTok開始（ツッコミあんぱん娘）
- 10月5日 - 溝入にかTikTok開始（スベり劇場）
- 10月6日 - 上川湖遥TikTok開始（歴史博士ちゃん）
- 10圧19日 - 姫川ゆなTikTok開始（役立つ情報屋さん）
- 10月31日 - ハロウィンライブ（ベノア銀座）開催
- 11月24日 - 華村ひかりTikTok開始（工作少女ひかりん）
- 11月30日 - 松沢果菜子TikTok開始（50年代ガール）
- 12月8日 - 成瀬ららの卒業を発表。
- 12月19日 - 成瀬らら卒業公演開催（六本木 CLUB EDGE）
- 12月24日 - クリスマスライブの代替として「2021年クリスマスライブ生配信」を1時間にわたり配信。
- 12月28日 - ありがとう2021『年末ソフトドリンクバーLIVE！』（THE BBQ BEACH in TOYOSU）

2022年
- 1月15日 - 星座百景新春フリーライブ（フレスポ八潮）終演後のMCでリーダー上川湖遥は「この1年で結果が出なかったら本当に星座百景は終わってしまいます」と厳しい現状を伝えるとともに、イベントが思うようにできない今、SNSなどを活用してアテナの輪を広げていくことへの決意を述べた。[58]
- 2月6日 - キミ推しフェス vol.4 （@WOMB渋谷）出演
- 2月7日 - 楽遊アイドルフェス （赤羽ReNY）出演
- 2月28日 - 「コロナ禍で先行きが見えない」として、2022年3月20日のライブをもって解散することを発表。[3]
- 3月2日 - キミ推しフェス vol.5　（duo MUSIC EXCHANGE）出演
- 3月3日 - 楽遊アイドルフェス～ひなまつりSP〜（新宿ALTA KeyStudio）に出演。上川湖遥は｢解散までの残されたわずかな時間、少しでも多くの人に元気を届けたい。最後まで諦めず私たちは全力で頑張り続ける｣と語り、香月ひなたは ｢諦めない限り絶対負けない!!」と「この世で一番強いヤツ」の間奏中に叫び、解散発表後の出演ながらも強い決意を示した。
- 3月10日 - スターダストプロモーションの川上アキラプロデューサーが、自身のツイッター生配信でリプに答えるかたちで解散目前の星座百景に言及。そのことを知った上川湖遥はツイッターでチームももクロに深い感謝を表した。[59]
- 3月15日 - 上川湖遥、香月ひなたがコロナ感染が判明。他のメンバーも濃厚接触者となり20日に予定していた解散ライブが中止に[60]。
- 4月6日 - 公式HPで解散の撤回を発表。新体制で活動継続を表明[61]。伊藤、華村は4月17日のライブで卒業を発表。
- 4月17日 - 新宿ビックロ 屋上にて伊藤花恋、華村ひかりんの卒業ライブ。香月ひなたが持病の突発性難聴治療のため活動休止。伊藤花恋がアシスタントスタッフへの転身を発表。リーダー上川湖遥が代表して「夢を一度諦めた私たちだから救える人がいるかもしれない」と解散撤回と夢へ向かう決意を語る。[62]
- 4月23日 - 「ももクロ春の一大事2022 ～笑顔のチカラ つなげるオモイin 楢葉・広野・浪江 三町合同大会～」に観客として全員で参加。
- 4月27日 - 香月ひなたが活動休止に入り故郷の青森へ帰り　当面は4人での活動体制となる。[63]
- 6月22日 - YouTube チャンネル登録者数5,000人を超える
- 7月7日 - 生配信中に活動休止中だった香月ひなたがサプライズ復帰。[64]
- 7月16日 - 新グループ名「星座百景グレート」を発表。[65]
- 7月16日 - 「ももクロ夏のバカ騒ぎ2022 -MOMOFEST- グッズ紹介生配信」で外周ステージ紹介の際に高城れにが「星座百景？ うん、知ってる」と発言。ももいろクローバーZメンバーが自分たちを認知してくれていたことを配信で見てメンバー感極まる。[66]
- 7月17日 - 香月ひなた復活、かつ星座百景としての最後のライブ開催。
- 7月17日 - この日の20時をもって「星座百景グレート」に改名。[67]
- 7月24日 - ファンの新名称発表「メテオ」に。由来は「流星のように隕石が降り注ぐ」[68]
- 7月27日 - 星座百景グレート初のワンマンライブ決定　会場は解散ライブを行う予定だったYokohama mint hall 。
- 7月28日 - 生誕MVとして「星座百景グレート見参!!」公開[69]。新たなグループとしてのコンセプトと新担当カラーが明らかになる。
- 7月30日 - 「ももクロ夏のバカ騒ぎ2022-MOMOFEST-」サテライトパーク MOCK IN JAPAN 2022　に出演、改名後初のステージとなる。1曲目終了後にリーダー上川湖遥が代表してスピーチ。解散発表したときにエールを送ってくれたモノノフたち・SNSで取り上げてくれた川上アキラプロデューサーへの感謝を20分のライブ持ち時間のうち3分30秒費やして伝えた。[70]
- 8月10日 - YouTube生配信を通じメテオの意見をチャットで受けて公開ミーティング。「1000人規模のライブができるまで色んな所に足を運び自分たちの㏚を直接していく」「YouTubeの登録者数3万人を目指す」覚悟と決意をまとめる。[71]
- 8月28日 - 星座百景グレートとして初のワンマンライブを開催。会場は解散ライブが予定されていたYokohama mint hall。セットリスト9曲の中には初披露となる「夢は終わらねぇ」も。令和版「夢は終わらない」としてアナウンスされてから2年半越しでの発表となった。アンコールで mihimaru GT miyakeがサプライズでVTR出演。秋以降の新曲2曲提供を発表した[72]。最後のMCで香月ひなたは「今は奇跡の5人ではなく運命の5人。奇跡にしていくのはこれから。」と決意を語った。[73]
- 9月4日 - 初めての屋外YouTube生配信をお台場で試行。約1時間にわたる生配信中に食事や競馬予想も展開。
- 9月9日 - 香月ひなた初のインスタライブ　それまで上川湖遥のみが行っていたインスタライブを全メンバーがソロで開始。
- 9月13日 - 河口湖音楽と森の美術館で「夢は終わらねぇ」MVの撮影。
- 9月27日 - 「夢は終わらねぇ」MV公開。
- 10月7日 - 公式ツイッターで10月～11月都内・埼玉でのライブ予定を詳細未定ながら発表。解散撤回以後はワンマンライブを除けばすべて新宿東口ビックカメラ屋上でのライブが続いてきたが大きな転換となった。11月以降は「爆進!!グレートLIVE」の名を冠す。[74]
- 10月22日 - 2日間に渡りハロウィン in 多摩センターストリートフリーライブ出演。商業施設でのフリーライブは1月のフレスポ八潮以来　日曜二部では進行中に急遽マネージャーの指示で「夢は終わらねぇ」をセットリストに入れたことを翌日のインスタライブで上川湖遥などが明かした。
- 10月30日 - 当初はハロウィン企画生配信の予定だったが、ウニクス浦和美園でのフリーライブに変更。2021年に予定されていたものの祭りが中止になった地でリベンジを果たす。一部の進行中に司会者から急遽二部ステージ追加の発表。
- 11月3日 - GIG TAKAHASHI2（原宿ルイード）にオープニングアクト出演。MCではファミリー入りをアピール。終演後ステージに現れた主催者のH.I.P高橋文彦より、1月のツアーでは新宿のオープニングアクト、羽田の本編への出演が他の出演者ともに発表される。[75]
- 11月5日 - 勝手に宣伝トラック第一回「牛宮城編」公開（ゲスト：宮迫博之）[76]
- 11月13日 - ぐりーんうぉーく多摩でフリーライブ。2020年に予定されていたがコロナで中止のリベンジ。次の週も急遽開催決定。
- 11月19日 - 新狭山北口商店街 肉肉＆スイーツ祭りへの出演。3日前に急遽発表。歩行者天国の交差点中央がステージ。二部は開始が16時45分のため夕闇の中でのペンライトに囲まれ盛り上がる。このライブをきっかけにグループの目標に「日本の家族を元気に」が追加される。[77]
- 11月26日　GIG TAKAHASHIツアー新宿・羽田に加えて名古屋公演への出演発表（オープニングアクト）。星座百景時代含め最遠の地の遠征となる。[78]
- 11月29日 - ワンマンライブ『爆進グレートLIVE〜最終回〜進め!!銀河の果てまでも』を2023年3月18日をharevutai（東京･池袋）での開催をYouTube動画で発表。「最終回」というタイトルは完売できなければ解散という意味などではなく「爆進ライブの集大成」と翌日メンバーが説明。[79]
- 12月11日 - 三井アウトレットパーク南大沢でフリーライブ。フリーライブでは異例となる上川リーダーによる解散撤回の経緯、夢を諦めない決意のMC。
- 12月13日 - YouTube チャンネル登録者数1万人を超える。[80]
- 12月25日 - 2年ぶりとなる有観客でのクリスマスライブ（フリー）が三井アウトレットパーク南大沢で開催。
- 12月30日 - 年末ミニライブ（グレースバリ横浜関内）。横浜ワンマン以来で「戦友セブンセンシズ」を歌唱。このライブの際にそれまでラストサビのみタオル回しだった「ツヨクツヨク」を、全サビでのタオル回しをメンバーから提案された（振り付けは変わらず）
- 12月31日 - 大晦日アイドル祭！in RIZIN格闘技EXPO2022（さいたまスーパーアリーナ コミュニティアリーナ）に出演。5日前に急遽発表された出演だったが目標の地から壁1つ隔てただけの場所でのリングステージに夏以来のバトルスーツでグレート見参！の演出で登場し1年の締めくくりを飾った。[81]

2023年
- 1月2日 - 初の東北遠征となる2023イービーンズ初売り初夢ライブに出演（仙台）。真冬のイービーンズ仙台屋上にていぎなり東北産のファンなど約500人が見守る大ステージでの出演となった。
- 1月15日 - YouTube チャンネル登録者数2万人を超える。
- 1月22日 - GIG TAKAHASHI Tour（名古屋クラブクアトロ）オープニングアクト出演。初の名古屋遠征となり西方面では最遠。
- 2月4日 - GIG TAKAHASHI Tourファイナル（Zepp Haneda）に本編・トップバッターとして出演　改名後では最大規模の会場。
- 2月7日 - MV　魁！ニッポン応援団 「GREAT FILMエピソード1 」公開。卒業メンバーの肖像権の関係で既存曲のMVは多くが非公開となっているが、初の5人での再・新撮影版となった。「信じる力」をキーワードにメッセージ性が強い内容になっている。
- 2月16日 - ゆるめるモ10執念モニバーサリー「バトル謝謝 其の伍」に出演　初のツーマンライブ参加。「魁！ニッポン応援団」ではゆるめるモ！が、「白玉ディスコ」では星座百景グレートがコラボ参加。45分7曲とグレート後ではワンマンに次ぐ長さとなった。
- 2月18日 - 上尾ショーサンプラザでフリーライブ　MCで上川湖遥は、目標とするももいろクローバーZがかつてライブを行ったステージであることに言及、そのステージで夢を追い続ける決意を表した。
- 2月26日 - 佐野市葛生でのあくと冬フェス2023に出演。会場はキャパシティ500人超のあくとプラザで野外イベント・ライブハウスが活動の中心の星座百景グレートにとっては改名後初のホール出演となった。持ち時間20分のうち4曲17分30秒という時間いっぱいのセットリストで臨んだ。[82]
- 3月10日 - MV　地方創生マツリオンド「GREAT FILM エピソード 2 」公開。5人での再・新撮影版。雅屋JAPANが撮影協力。前作のMV「魁！ニッポン応援団」に登場する勾玉により異世界へ飛ばされてしまったメンバー達の続編の位置づけである[83]。ロケ地は奈良薬師寺 東関東別院 水雲山潮音寺(茨城県潮来市）。東日本大震災では液状化現象に見舞われ、ほとんどの棟が解体を余儀なくされた[84]。再建された境内には、震災による津波で亡くなった宮城県石巻市立大川小の児童および教職員を供養する地蔵が安置されている。[85]
- 3月18日 - 池袋harebutaiにてワンマンライブ開催。「爆進グレートLIVE～最終回～進め!!銀河の果てまでも」と題され、2022年秋以降各地で開催したフリーライブの集大成として位置づけられた[86]。約2時間のステージでは10曲を披露。夏に制作発表されたmiyake（mihimaru GT）による新曲の1つ「ステライク～来たぞ!!我らの星座百景グレート～」が初披露された。ステージパフォーマンスの集大成としてのみならず、各地のライブで自然発生的に見られた初参加者やファミリー層も楽しめる、メンバーとファンが一体となったライブ会場作りの集大成でもあることもしばしば言及され、このグループとしては初の試みであるファミリー席の設置も告知などで継続的にアピールされた。
- 3月25日・26日 - 神戸市・エキソアレ西神中央で行われたキッチンカーうまいもんマルシェのステージイベントに2日間にわたり出演[87]。星座百景時代を通じて関西でのライブは初で西方面では最遠。2022年秋以降にステージ出演した新狭山北口商店街・越谷レイクタウン・那須ガーデンアウトレットでのイベントを手がけたアスレプランニングによる企画イベント[88]。共演のMC、アーティストとともに各地をキッチンカーとステージで回る地域活性化イベントで、自力ではまだ難しい遠方でのライブ出演を実現した。二日目は小雨降る中での開催となったが、主催側が用意した集会テントの下でパフォーマンス[89]。約12畳ほどのスペースで5人は通常通りに歌とダンスを披露した。この日は関東などから駆けつけたメテオは3人だったが、雨がやみはじめると地元の聴衆も増え、夕闇のイベントエンディングでは「魁！ニッポン応援団」を他の出演者もともに歌って踊るなど一体感を示すイベントとなった。[90]
- 4月6日　【MV】ステライク〜来たぞ!我らの星座百景グレート〜「GREAT FILM エピソード3 」公開。[91]完全な新曲のミュージックビデオは仮想通貨少女名義の「ＮＦＴザ・ワールド」以来2年ぶり。前二作の「GREAT FILM エピソード 」の三種の神器が再び登場し続編の位置づけ。しかし設定は全く異なり背景はキリスト教教会、メイク・決めポーズも微妙に異なる似て非なる偽・星座百景グレートが登場。真・星座百景グレートが対峙して偽物を打ち破り「ホンモノ」へと脱却する展開となっている。大サビでは解散発表した日と解散撤回した日を「諦めてしまった2.28」「諦めなかった4.6」と印象的なスーパーインポーズで提示。公開はその4月6日に行われ、解散撤回からその先の決意を指し示す内容となっている。
- 4月9日　ぐりーんうぉーく多摩開業16周年　〜Spring Live〜　に出演。通常の単独出演と異なり、シンガーソングライターのSIO、ダンスユニットのUCHRONIAとジャンルの異なる三者の共演というイベント。他グループのファンからの盛り上げが相互に交じり単独出演時とは異なる一体感が高まった。リーダー上川湖遥は２部の終盤のＭＣで、会場の熱気に驚き感極まりつつ感謝する場面もあった。
- 4月23日 - 「元気が出るLIVE‼︎」をぐりーんうぉーく多摩で開催[92]。池袋ワンマンで最終回となった爆進!!グレートLIVEの後を継ぐ単独出演フリーライブシリーズの第一回開催となった。形式・演出で大きな変化はないがMCでは「元気をチャージ」を繰り返し強調。溝入にかに続いて普段はノーマルなMCの上川湖遥までも珍獣吠えで気合いをアピールした。また、シンデレラアカデミー主催による2マンライブにスポットを当てた新企画「超グレートLIVE！」の開催も発表され[93]、単独フリーライブ、ツーマンライブ、対バンイベント参加が今後の活動の三本柱として示される形となった。
- 4月30日 - 富士急ハイランドで開催されたあいじゃん FUJI-Q fes‼︎に出演[94]。山梨県でのライブは初である。この日は主催側でマスク付き声出しが可能とされていたため[95]、主催の判断に従う原則から星座百景グレートのステージも声出し可能な旨がスタッフより出演前にメテオに告げられ、2020年2月23日横浜馬車道でのライブ以来3年2か月ぶりとなる声出し現場となった。星座百景グレート主催での大々的な告知ではなかったためもあり、メテオのみならずメンバーにも驚きと戸惑いはあったものの、地方創生マツリオンドの「ワッショイ」やこの世で一番強いヤツの「ウリャオイ」などは他のグループのファンも混ざり声援を送り、グレート改名後では記念すべき初の声出し現場となった。
- 5月4日 - 「超グレートLIVE！～異色の2マンライブ」を横浜minthallで開催[96]。主催するツーマンライブという新企画の第一弾には4月のぐりーんうぉーく多摩でUCHRONIAとして共演し相互のファンによる盛り上がりを見せたSUPER FANTASYを招いた。前半と後半に分かれた星座百景のステージにSUPER FANTASYのステージを挟むという演出でメテオとSUPER FANTASYのファン＝プリンセスが一同に会する客席も異色の組み合わせとなった。おとぎ話の世界に飛び込んでハッピーエンドを迎えにいくSUPER FANTASYのこの日の演目は奇しくも星座百景グレートの事務所名と同じ「シンデレラ」。SUPER FANTASYメンバーはMCで「演目はタイミング的な偶然。だから逆に運命を感じる」と語った。ステージ大詰めにリーダー上川湖遥は「私たちは1度解散決めたがそれを撤回したからきょうこんな素敵なステージを実現することができました」とSUPERFANTASY およびプリンセスへの感謝を語り「夢は終わらねぇ」で締めくくった。
- 5月7日 - 佐野まちなかアイドルフェスタ出演[97]。駅前交流ひろばでは朝から雨が降りステージに備えられた集会テントの下で演者が歌うかたちで行われた。無料ゾーンはステージから距離があるのがこのイベントの特徴だが星座百景グレートはマツリオンドのワッショイなど各歌のサビなどではテントの外に飛び出し雨の中で歌いつつ、他のブロックでは雨中のマイク保護のためにテント下に戻り歌唱するなど雨の中での展開を考えた進行をとり機材トラブルもなく20分4曲を盛り上げた。
- 5月14日 - 「ステライク～来たぞ!!我らの星座百景グレート～」配信開始[98]。詞・曲はmihimaruGT・miyake。星座百景としてのオリジナル完全新作の配信は「魁！ニッポン応援団」以来3年半ぶり。
- 5月16日 - 東京・国立代々木競技場第一体育館で「代々木無限大記念日 - ももいろクローバーZ 15th Anniversary」が2日間に渡り開催。芸能界の重鎮やテレビ局・出版社などからお祝いの花が並ぶ中星座百景グレートから「祝15周年　ももいろクローバーZ様　モノノフさん」とメンバーのみならずファンも含めて宛てたお祝いは異彩を放ちモノノフのツイッターなどでも話題を呼んだ。
- 5月21日 - STARSHIP 2023（浜松市ギャラリーモール・ソラモ）に出演。[99]グレート改名後初の静岡県でのイベント出演。リーダー上川湖遥の地元静岡県、また尊敬の念を表してるももいろクローバーZの百田夏菜子の地元浜松での出演となった。最後の曲「夢は終わらねぇ」を前に上川湖遥は「解散撤回をしたから夢を持つことの大切さを知りました」と地元静岡の聴衆に叫びさらなる成長の上での静岡での出演を誓った。
- 5月28日 - YouTube チャンネル登録者数3万人を超える。2022年8月10日の公開ミーティングで掲げた目標のひとつが達成。
- 6月4日 - グレート改名後３回目のワンマンライブとなる「最強への道〜スタートラインLIVE」を高円寺Club ROOTS!で開催。[100]50人超のキャパではあるが星座百景時代通じて初めてのチケット完売となった。[101]単独ライブではコロナ禍後初めての声出し解禁（マスク装着）になり、登場時や自己紹介が声援に包まれると序盤にもかかわらずメンバーが早々と感極まる場面もあった。中でも「ステライク～来たぞ!!我らの星座百景グレート～」は3月のワンマンでの初披露以来二度目だが試行錯誤ながらもコールが全編にわたり発生。メンバーからはこの日初めての試みのタオル回しも取り入れられライブのクライマックスとなった。ライブ中盤ではマネージャーがオペレーションルームから次回ワンマンを八王子Match Voxで9月30日に開催することをサプライズ発表。[102]最後のMCでは全員が完売と声援に感動と感謝を伝え、松沢果菜子は「いままでになくメンバーがぶつかりあいステージをつくりあげた3か月」であることを明かし、溝入にかは地方にも笑顔を届けることを誓い、姫川ゆなはＳＮＳなどでの自分たちでも気づかない考察に感謝を示した。そして香月ひなたは「もう弱気な自分はいない！」と語り、リーダー上川湖遥は「もっと声を聴きたい！もっと最強になる！」と宣言。いっこうに冷めない会場のボルテージの中「まだ終われねぇ！」と香月ひなたが叫び1曲目に歌った「この世で一番強いヤツ」を再び大声援に包まれながら歌唱。11曲・約2時間のステージを締めくくった。
- 6月9日～11日-春日部市・庄和総合公園で行われた第5回春日部キッチンカーうまいもん選手権のステージイベントに出演。[103]MCを務めるシモジマアキヒロと中島まさる以外では唯一の3日間5部にわたる全日程出演（11日1部は雨天のため特典会のみ）となった。[104]コロナ後ではこの地で最大規模となる今大会では38店舗が出店。[105]メインステージに加えてサブステージも設けられ星座百景グレートは朝・夕・メイン・サブと条件の異なるステージでパフォーマンス。4回のライブはすべてセトリを変えた。また、芝生での路上型ステージとなった10日2部では地方創生マツリオンドを二度披露するお祭り縁日ムードある会場ならではのセトリも試行した。最終日の2部のステージの最後に上川湖遥が代表して「３日間すべて出演させてもらえたことに深く感謝　この３日間は一生忘れません！」と締めくくった。
- 7月9日 - ウニクス鴻巣で単独イベント「元気が出るライブ!！」を開催。[106]多摩以外での開催は初。姫川ゆなが体調不良で欠場、[107]4人体制でのパフォーマンスとなり姫川パートは松沢果菜子などがカバーした。
- 7月15日 - アースケア桐生が岡遊園地にて元気が出るライブ!！開催。この日から姫川ゆなが復帰し五人体制に。桐生が岡遊園地は「子育ての応援団長」をキャッチフレーズに入園料、駐車場料金は無料、乗り物料金も低額とファミリー層にＰＲしている施設。[108]
- 7月16日 - ぐりーんうぉーく多摩で元気が出るライブ!！開催。[109]翌日の星座百景グレート改名1周年を前に上川湖遥は「1年前の今頃は、こんなにライブができて色々な場所に行けるとは思いもしなかった。もっとメテオのみんなと色んな風景を見たい」と1周年の感謝を述べた。
- 7月17日 - 星座百景グレートに改名して１年を迎える。[110]改名・始動した２０時にあわせてYouTubeに「星座百景グレートが5分でわかる解散撤回からの軌跡」動画をアップ。[111]解散発表から撤回を経てこの１年活動の軸とした各地でのフリーライブの映像を中心に５分余りに渡って振り返った。そして「一度は諦めてしまった夢だけど　やっぱりみんなで叶えたい！」と決意を新たにし、応援続けるメテオへの感謝の気持ちを伝えた。
- 7月22日 - 北のげんきマルシェ　ホコ天新安城（愛知県）に出演。[112]フリーライブでは初の声援可（マスク装着）でのステージとなった。イベントはまちの活性化をめざすNPO・ゆめpro安城[113]がとりくむイベント。ライブ最後の挨拶で上川湖遥は代表して「夢と元気を掲げる新安城さんと私たちも同じ目標で光栄です」と述べ再訪を誓った。
- 7月29日 - 糸魚川おまんた祭り[114]のステージに出演。初の新潟県遠征となる。1975年から続く祭りでテーマソングの「糸魚川おまんた囃子」は三波春夫が書き下ろし自ら歌ったもの。[115]コロナ禍で縮小していたが本年は1000人が参加する規模となった。ステージ出演者は糸魚川にゆかりのある歌手・グループが占める中、東京のアイドルグループとしては異例の出演。昼の部PRタイム5分　夜の部ステージ10分の出演と短時間のステージながら初めてステージを見る地元の人々もワッショイの声をあげ盛り上がりを見せた。[116]さらに1時間半にわたる市民流しにメンバーも地元の人とともに街を祭り終了まで踊り歩いた。[117]祭りの実行委員会副委員長として出演者調整などを担当したのはスターダストプロモーションでももいろクローバーZスタッフを務めた矢島好美である。[118][119]
- 7月30日 - 焼津昭和通り七夕祭り[120]に出演。商店街450mを通行止めにして沿道には露店が並ぶ昔ながらの夜店の雰囲気の中、道路の真ん中につくられたステージで昼夜二回出演。二部は19時30分開始と夕闇のステージとなり、ペンライトと声援に包まれ約200人の観客が集まり盛り上がりを見せ、4曲終了後「地方創生マツリオンド」を再び歌唱し商店街が歓声に包まれた。[121]
- 8月5日- 雷電まつり〜元気復活！東御どすこいSUNSUN！に出演。[122]長野県初遠征。地元出身の伝説の力士・雷電為右衛門を讃えるこの祭りは、コロナ禍で中止が続いていたが、この日4年ぶりの復活となった。[123]1曲目終了後リーダー上川湖遥は「当たり前をコロナに奪われ祭り復活までみなさんにも苦労ややりきれない思いもあったかと思います　復活おめでとうございます！」と祝ったうえで「私たちも一度決めた解散を撤回し夢を目指してます　今はまだ売れていないアイドルですが大きくなって東御市のことを宣伝します！」と語り「魁！ニッポン応援団」を歌いエールを送った。最後の曲「地方創生マツリオンド」では二番の途中でＰＡトラブルでカラオケがストップ。しかしメテオの手拍子とメンバーの口伴奏で残り1分30秒をアカペラで乗り切った。[124]　18時より始まった祭りのクライマックス、市民踊りではオリジナルソング「～ハートつないで～TOMI,to me! 」にのり二時間余り市民総出で街が踊りで埋め尽くされ、メンバーも「飛び入り連」に加わり祭りの最後まで踊り続けた。[125]
- 8月6日 - 瑞浪美濃源氏七夕まつりに出演。[126]岐阜県初遠征。今回で64回目をむかえた伝統ある祭りだが、コロナ禍のため中止が続き、前日の東御市と同じく4年ぶりの復活となった。[127]瑞浪駅周辺を中心にバサラ踊りなどのパレードが街を埋め尽くすこの祭りのステージに日が落ちかける18時30分すぎより出演。６曲歌唱に加えてリーダー上川湖遥が代表して祭り復活へのエールを送るなど、祭りへの参加としては異例の長さの40分超の出演となった。ラストに再び地方創生マツリオンドが歌われると駅周辺に集まった人々が祭りの勢いそのままにワッショイを叫び歓声が町を包んだ。[128]
- 8月11日 - 奈良薬師寺 東関東別院 水雲山潮音寺（茨城）の万燈会で奉納演奏。[129]初の茨城遠征。潮音寺は「地方創生マツリオンド」のMVをロケした場所でもある。万燈会とは１万のろうそくを並べて明かりをともし、先祖への感謝と震災からの復興を願う行事。[130]村上定運住職より「生きたくても生きることが叶わなかった人のためにもこのステージを楽しんで生きる喜びを感じてほしい」との言葉を受けステージは声出しも含めた盛り上がりに包まれ、特典会は本堂内で開催、というこのお寺の理念である「ゆるさ、ゆとり」に溢れた異例のライブイベントとなった。[131]
- 8月12日 - 元気が出るライブ!!をSEA MARK SQUARE屋上（茨城日立市）で開催。[132]ショッピングモールの屋上だが太平洋が見え足湯もあり開放感あふれる雰囲気でのライブとなった。足湯入りながらライブ見る人の前に松沢果菜子がダッシュしてワッショイ促す場面もあった。
- 8月19日 - 元気が出るライブ!!を前橋中央通り商店街イベント広場で開催。商店街の中央に位置するテント付きのステージで、イベント・祭り以外での商店街での単独主催のライブはグレート後初となった。
- 8月20日 - SUPER FANTASY×星座百景グレート合同フリーライブをBIGHOPガーデンモール印西（千葉）で開催。[133]三度目となるSUPER FANTASYとの合同イベント。それぞれのメンバーがスタンバイ時間にフライヤーを配り、それぞれのファンが互いのステージを垣根なく一体化したライブとして盛り立てた。
- 8月26日　福井県永平寺町大灯篭流しステージに出演。[134]地元のビッグバンドグループとともに二組だけの主演者に東京からのアイドルグループと異色の出演となった。永平寺川を背にした河原の特設ステージで上川湖遙は福井の人々の夢を諦めない姿に敬意を表したうえでグループとしての夢を宣言。「諦めなけば夢は終わらない」と結び「夢は終わらねぇ」を歌唱した。[135]
- 8月27日　フューチャーシティファボーレ富山で元気が出るライブ開催。[136]初の富山遠征。遠方の地での二部開催のライブだったが富山県のみならず北陸各県からも多くの人々がかけつけ、途中で「みなさんもっと前へどうぞ」のメンバーの声に10人余りが一斉に前へ出るという初開催の会場では珍しい光景も見られて盛り上がりを見せた。香月ひなたは11月の二回目の開催の際にこの時のことを「素敵な地を開拓してしまった！」とそのときの感激を振り返っている。
- 9月2日　　GIGTakahashi2（神田スクエア）に出演。[137]声出しが復活した大規模なキャパの対バンイベント出演は初となった。トップバッター出演で25分の持ち時間に4曲歌唱。しかし3分にわたり高橋文彦・高橋ファミリーへの感謝をメンバー全員で叫ぶ。特に上川湖遥は「ギグタカを応援応援応援応援応援します！」と会場に響き渡る声で絶叫しどよめき起こした。
- 9月10日　　南大沢パオレふれあい広場にて初のライブ。以前の三井アウトレットとは異なる会場で駅至近の大型モニタ設備のある会場で開演前はＭＶを流す演出も行われた。
- 9月17日　　ウニクス鴻巣13周年オータムライブ。上川湖遥のマイクの不調が発生するが香月ひなたをはじめ咄嗟のフォローで対応した。[138]
- 9月23日　　前橋中央通り商店街　2部の途中で雷雨に見舞われたが広場に常設のテントに守られ最後までライブは無事行われた。
- 9月30日　　ワンマンライブ　最強への道〜ギアセカンド　八王子MatchVox
- 10月8日・9日　キッチンカーうまいもん選手権　越谷レイクタウンに出演。2日目は雨天となったが1部はブースにて「夢は終わらねぇ」を1コーラスアカペラで披露　2部は小雨あがりの開催となこの世で一番強いヤツの序盤でＰＡがストップするが長丁場をアカペラで乗り切った。
- 10月8日・14日　ＦＭ Fuji　やべきょうすけのやべ〜番組　上川湖遥と香月ひなたが出演。グレート後では初のメディア出演となった。[139]
- 10月14日　名古屋商科大学　三峯祭野外ステージに出演。初の学祭出演。[140]
- 10月29日　ハロウィンライブ　ぐりーんうぉーく多摩　1部2部開演前にメンバーから子どもへお菓子を配るイベントも行われた。またメンバーの呼びかけで仮装でライブに参加するメテオも多数。
- 11月3日　　GIGTakahashi2　原宿ルイードに出演。[141]
- 11月5日　　ウニクス鴻巣で元気が出るライブ!!　溝入にかが喉不調もパートをフォローで乗り切る。
- 11月11日　予定されていた前橋中央通り商店街でのライブが複数のメンバー体調不良で中止。[142]
- 11月19日　　ファボーレ富山で二度目のライブ。結果このときが5人体制の最後のライブとなった。
- 11月24日　　公式サイトで「香月ひなた　グループ脱退｜契約解除に関するお知らせ」が発表される。[143]卒業ライブなどは行われず契約解除による即日の脱退・4人体制への移行となった。
- 11月25日　　南大沢パレオふれあい広場で元気が出るライブ!!　4人体制発表直後のライブとなる。冒頭でリーダー上川湖遥は「公式ＨＰで発表しましたように今日から私たちは4人でライブ活動をさせていただきます。いまこうして私たちを見に来てくれるみなさんのことを全力で応援します！」と宣言。急場の対応ながら4曲を4人の歌割りとフォーメーションで披露。2部では「魁！ニッポン応援団」を二度歌唱　また開演前の会場のビジョンモニタには同曲のＭＶが流れ続け「応援」をテーマに新たな出発の決意を示した。[144]
- 11月26日　　星座百景グレートの「ホーム」的会場ぐりーんうぉーく多摩で４人体制で初のライブ。2部では終演後の告知後「まだまだ終われねぇ！」と上川湖遥が叫び「この世で一番強いヤツ」を再演。突然の4人体制でも屈せず前に進む決意表明ともなった。終演後の特典会最後の挨拶でリーダー上川湖遥は「これからは四人で作り上げる世界を見せていきたい。私たちは解散撤回したグループです！そんな弱くはありません！！メンバー全員決意を固めてます。だからみなさんも元気がほしい、そう思ったときはライブに来てください！」と力を込めて決意を語った。[145]
- 12月2日　前橋中央商店街で元気が出るライブ!!。11月に予定していたが複数メンバー体調不良で中止となり約2ヶ月半ぶりの前橋での開催。香月ひなた脱退後に1週間で改造した4人体制での「会社員5000万パワーズ」が初披露された。
- 12月9日　ぐりーんうぉーく多摩で元気が出るライブ!!。[146]4人で初のＮＦＴザ・ワールドを披露した。2部ラストでは魁！ニッポン応援団を再演し子どもたちといっしょに踊る試み。かつての同会場での「ワッショイ教室」を彷彿とさせる企画となった。特典会最後ではリーダー上川湖遥が代表して挨拶。「私たちは続けられる環境があるかぎりは、自分たちの意志によって活動をやめたりすることはありません」と活動への強い意志を明確に伝えた。
- 12月30日　前橋中央通り商店街にて元気が出る年末ライブ!！　この頃からライブ予定が地元のタウン情報サイトでも紹介されることが多くなった。[147]年末最後の締めくくりを1年間フリーライブを展開した場所の1つで開催し1年を象徴する締めくくりとなった。

2024年
- 1月3日　南大沢パオレ広場にて元気が出るライブ!！　2日前に発生した能登半島地震を受けて北陸の皆さんへ向け、リーダー上川湖遥がライブ前に約３分にわたり挨拶。「地震被災お見舞い申し上げます 北陸の皆様には昨夏大変お世話になりましたので胸が痛みます　歌って踊ることしかできない私たちの応援は届かないかもしれない　届かないと思います　でもそれでもいいのです　全力で何度でも応援しつづけます！」とメンバーを代表して伝えた。[148]
- 1月6日　八王子学園都市センターイベントホールにて「最強への道〜ギアサード!! 」開催。　ワンマンライブでは久しぶりのホール開催となった。　4人体制への突然の移行から改修作業のため1か月余り歌われなかった「夢は終わらねぇ」4人版を初披露　Ａメロ前に上川湖遥は「私たちとメテオの夢は絶対に終わらない！」と思いをこめ絶叫した。[149]
- 1月10日　公式サイトにてGIG TAKAHASHI ３　～tour2024～　の新宿・神田公演へのオープニングアクト出演が発表される。[150]公演日の11日前に異例の発表。去年12月の出場者決定、発表直前にメンバー脱退による4人体制となった時点では出場者に名前はなかった。
- 1月21日　新宿BLAZEにて　GIG TAKAHASHI ３　～tour2024～　オープニングアクトに出演。この冒頭でH.I.Pの高橋文彦より星座百景グレートの柏と名古屋での追加出演が発表された。
- 2月24日　八王子Match Voxにてワンマンライブ「僕はスーパーヒーローになる」開催。同タイトルの新曲も初披露された。[151]
- 4月6日　解散撤回の記念日であるこの日、八王子Match Voxにてワンマンライブ　「メテオの輪を広げる公演 『トモダチ』」開催。有料チケット1枚につき友人1名（有料ライブ未来場者が対象）無料招待可能とファン拡大のため新たな取り組みを試行した。[152]
- 4月14日　京都府・亀岡市 亀岡運動公園にて「ももクロ春の一大事2024 in 亀岡市・外周ステージ「やかん大作戦 in 亀岡」に出演。[153]　2022年7月の「ももクロ夏のバカ騒ぎ」外周ステージ以来の出演。外周ステージ開催もその時以来。出演者の大部分がスターダストプロモーション所属のグループの中、異彩を放つ出演となった。2曲目前のMCで姫川ゆなが「私達がももクロさんの魂を誰よりも受け継いでいるというのを今から見せてやるー！！」と約1000人のモノノフを前に宣言した。[154]
- 6月16日　前橋中央通り商店街で元気が出るライブ!! 開催。[155]ステージと客席をカバーするテントが夏に向け復活した。
- 6月30日　南大沢パオレふれあい広場にて元気が出るライブ!!　ライブ前日に公式サイトでリーダー上川湖遙が体調不良による欠場を発表。[156]グレート改名後は例のないリーダー不在の三人体制のライブとなった。1部ではメンバー3人からリーダーへ小雨の中で5分近くのメッセージが伝えられ、[157]雨が激しくなった二部では最後の「この世で一番強いヤツ」の直前にマイクの使用を断念　アカペラ肉声でメンバーとメテオが「こはる好きだよ」と歌詞を変えて合唱した。[158]
- 7月6日　栃木県佐野市葛生での「あくと夏フェス2024」に出演。この日から上川湖遙が復帰。終演後の特典会での最後の挨拶では復帰の報告と今後の決意を約6分近く語った。[159]
- 7月21日　南大沢パオレふれあい広場にて元気が出るライブ!!。「夏だぜ！青春トランキーロ」を5年ぶりに歌唱。10人時代以来のひろうとなる。夏限定で継続的に歌うことを宣言。
- 7月27日　群馬県藤岡市・道の駅ららん藤岡でライブ。[160]道の駅でのライブははじめての試み。1年前から継続的に行っている前橋中央通り商店街でのライブに続いて、群馬県の新たな会場として期待がこめられ、8月にかけて3週連続でライブが行われた。
- 8月13日　メッセージビデオ「私たちの『夢』」を公開。目標の地であるさいたまスーパーアリーナを背に、4人が掲げ続けている「夢」への思いを31分にわたり伝えた。[161]
- 8月18日　「第2回やべ～アイドル決定戦」に出場。[162]2023年秋に出演したFM番組「やべきょうすけのやべ〜番組」発のイベント。会場は東京キネマ倶楽部。主催・MCは俳優のやべきょうすけ。14組のアイドルグループが30分の持ち時間でライブパフォーマンスを行い、来場者が投票。1位だけでなく2位3位の投票も必須とされたため動員力のみならずライブ自体の評価も結果を大きく左右した。[163]初出場の星座百景グレートは、準優勝に次ぐ主催者特別賞にあたる「やべ賞」を獲得。講評でやべきょうすけは「この賞はライブパフォーマンスのみならずバックステージでのメンバーの行動や姿勢も審査の判断とした」と述べた。[164]　星座百景グレートが外部からの賞を受けるのは星座百景時代も含めて活動8年間で初めてである。[165]
- 9月28日　こども食堂と連携したイベント、北野ストリートフェス '24に出演[166]
- 10月6日　アシストエンジニアリングよっちゃばれ広場（山梨県甲府市）で元気が出るライブ！！を初開催　久方ぶりの地方遠征となり「全国拡大」への第一歩と位置づけられた
- 10月20日　けんぽくYOSAKOI秋マツリに元気が出るライブ特別版として出演[167]  東北遠征は約2年ぶり
- 10月26日　ららん藤岡秋まつりにステージに加えて総合司会として出演　自らの2回のステージに加えてイベント進行、イルミネーション点灯式など約7時間の長丁場を務める[168]
- 11月3日　　GIG TAKAHASHI ３（原宿RUID）に出演[169]　1年ぶりの本編復帰　5曲での出演
- 11月23日　郡山駅西口広場で元気が出るライブ！！を初開催　単独での東北開催は初
- 12月30日　約9か月ぶりとなるワンマンライブ　「超元気が出るライブ!！上がれ！心臓の音よ　上がれ！ロックの魂よ！」をYokohama mint hallで開催[170]　キャパ150席のチケットが二週間前に完売　夢を潰す刺客　怪人ロブスターとの対決という設定[171]　戦いに勝利した星座百景グレートは新曲を手にして「ダンダン☆ドンドン」が事前の予告なしに披露された

2025年
- 3月2日　GIG TAKAHASHI３ Tour 大阪に出演　主催・対バン含め初の大阪[172]
- 3月9日　GIG TAKAHASHI３ Tour 福岡に出演　主催・対バン含め初の福岡、また九州上陸も初
- 3月15日　GIG TAKAHASHI３ Tour 柏に出演
- 3月16日　GIG TAKAHASHI３ Tour 神田に出演
- 4月7日　公式動画に「ももクロ春の一大事 開催地の【新発田市】を盛り上げたい！上川湖遥」を公開　前年はメンバーの意気込み紹介の動画だったが、この年は事前にリーダー・上川湖遥が新発田市を訪ね、市内の見所や食べ物をガイドして春の一大事を応援する異例の内容となった[173]
- 4月12日　ももクロ春の一大事2025 in 新発田市 外周パーク「新発田で発見！フマキラーランド」ステージに出演[174]　前年に続く出演となり、初日トップバッターとして4曲を歌う　またももいろクローバーZによる本編ステージのアンコールラスト「鋼の意志」ではゲスト、外周ステージ出演者が一同がメインステージ上で出演　ももいろクローバーZとの初の物理的な「共演」となった
- 5月22日　この日から25日にかけキッチンカーうまいもん選手権　庄和総合公園(春日部市）に出演[175]　4日間6ステージのフル出場となった　最終日のサブステージ公演では主催イベント以外ではじめて子供用の椅子「ちびっ子椅子」を異例ながら使用し集客に成功　終了時の挨拶ではちびっ子椅子への感謝をリーダー上川湖遥が伝えた
- 6月22日　「超・元気が出るライブ!!〜お台場危機一髪！HADOアリーナを封鎖せよ！」を開催[176]　半年ぶりのワンマンライブ、およそ200人の集客をめざしたが完売には至らなかった　一方でグループ史上最大のファミリーエリアが設けられライブのストーリーに子どもたちの力が大きく関与するサプライズのストーリーで進行された[177]

- 6月27日　溝入にかが7月27日を持ちグループを卒業し、退所することが本人のコメントとともに公式サイトにて発表[178]　7月27日に八王子 Match Voxにて卒業公演が行われることが発表され、7月週末に開催されるフリーライブはすべて参加、SNSでの活動は6月27日をもってすべて終了、などが発表された（アカウントは7月末まで継続）
- 7月19日　溝入にか卒業公演チケットが完売
- 7月27日　溝入にか卒業公演が八王子 Match Voxにて開催　溝入にかが船長をつとめる「海賊とピーマン」でスタート　「この世で一番強いヤツ」の前にはリーダー上川湖遥より溝入にかへメッセージが送られ、全員挨拶ののちに4人で最後の「戦友セブンセンシズ」で幕を閉じた
- 8月2日　3人体制となり最初のライブがららん藤岡で開催（熱中症対策として各部4曲ずつ）「夢は終わらねぇ」を含む6曲が3人版として初披露された　また新たなグレートポーズもこの日から始まった

## 作品

### 配信シングル
| #    | リリース日        | タイトル                                     | 備考                                                    |
| ---- | ----------------- | -------------------------------------------- | ------------------------------------------------------- |
| 1st  | 2016年12月21日    | 夢は終わらない                               |                                                         |
| 2nd  | 2017年3月31日     | 地方創生マツリオンド                         |                                                         |
| 3rd  | 2018年11月18日    | この世で一番強いヤツ                         |                                                         |
| 4th  | 2017年7月20日     | 海賊とピーマン                               |                                                         |
| 5th  | 2017年7月20日     | 夏だぜ！青春トランキーロ                     |                                                         |
| 6th  | 2018年8月25日     | アテナ百景                                   |                                                         |
| 7th  | 2018年5月1日      | 会社員5000万パワーズ                         |                                                         |
| －   | 2018年10月13日    | 夢は叶わない (星座百景ブラック)              |                                                         |
| 8th  | 2019年1月20日     | 戦友セブンセンシズ                           |                                                         |
| －   | 2019年5月15日     | 月と仮想通貨と私                             | 仮想通貨少女 1st 曲は「夏だぜ！青春トランキーロ」と同じ |
| －   | 2019年5月15日     | 俺の名はブロックチェーン                     | 仮想通貨少女 2nd                                        |
| 9th  | 2019年12月1日     | 魁！ニッポン応援団                           |                                                         |
| 10th | 2022年1月19日     | ツヨクツヨク                                 |                                                         |
| －   | 2022年1月19日     | NFT ザ・ワールド                             | 仮想通貨少女 3rd                                        |
|      | ※以下グレート改名 |                                              |                                                         |
| G1   | 2022年8月29日     | この世で一番強いヤツ -グレートver.-          |                                                         |
| G2   | 2022年8月29日     | 魁！ニッポン応援団 -グレートver.-            |                                                         |
| G3   | 2022年9月28日     | 夢は終わらねぇ                               |                                                         |
| G4   | 2022年11月3日     | 戦友セブンセンシズ -グレートver.-            |                                                         |
| G5   | 2022年11月3日     | 地方創生マツリオンド -グレートver.-          |                                                         |
| G6   | 2023年5月14日     | ステライク～来たぞ!!我らの星座百景グレート～ |                                                         |
| G7   | 2024年3月31日     | 僕はスーパーヒーローになる                   |                                                         |
| G8   | 2025年2月28日     | ダンダン☆ドンドン                            |                                                         |

### 全国CDリリース
|        | リリース日     | タイトル                             | カップリング曲           | デイリーランキング |
| ------ | -------------- | ------------------------------------ | ------------------------ | ------------------ |
| 第１弾 | 2018年5月1日   | 会社員5000万パワーズ(星座百景盤)     | 夏だぜ！青春トランキーロ | 4位                |
| 第１弾 | 2018年5月1日   | 会社員5000万パワーズ(仮想通貨少女盤) | 月と仮想通貨と私         | 4位                |
| 第２弾 | 2018年12月18日 | 地方創生マツリオンド (A-Type)        | アテナ百景               | 3位                |
| 第２弾 | 2018年12月18日 | 地方創生マツリオンド (B-Type)        | 海賊とピーマン           | 3位                |

### ミュージックビデオ
| 公開日         | タイトル                                                                  | 備考                             |
| -------------- | ------------------------------------------------------------------------- | -------------------------------- |
| 2017年1月24日  | 「夢は終わらない 」                                                       | ※現在非公開                      |
| 2017年4月30日  | 「地方創生マツリオンド」                                                  | ※現在非公開                      |
| 2017年10月28日 | 「夢は叶わない 星座百景ブラック 」                                        | ※現在非公開                      |
| 2019年1月20日  | 「戦友セブンセンシズ 」                                                   | ※現在非公開                      |
| 2019年6月6日   | 「会社員5000万パワーズ」                                                  | ※現在非公開                      |
| 2020年3月7日   | 「魁！ニッポン応援団 」                                                   | ※現在非公開                      |
| 2021年6月22日  | 「ツヨクツヨク 」mihimaru GT - miyakeプロデュース                         | 楽曲カバー                       |
| 2021年7月28日  | NFT ザ・ワールド                                                          | 仮想通貨少女名義                 |
| 2021年7月30日  | NFT ザ・ワールド星座百景ver                                               |                                  |
| 2022年9月27日  | 「夢は終わらねぇ」                                                        | 「夢は終わらない」の新版         |
| 2023年2月7日   | 魁！ニッポン応援団 「GREAT FILMエピソード1」                              | 5人での新撮影版                  |
| 2023年3月10日  | 地方創生マツリオンド「GREAT FILM エピソード 2」                           | 5人での新撮影版                  |
| 2023年4月6日   | ステライク ～来たぞ!我らの星座百景グレート～ 「GREAT FILM エピソード 23」 | 1年前、解散撤回した 4月6日に公開 |
| 2024年3月9日   | 僕はスーパーヒーローになる                                                | コミック動画で構成               |
| 2025年1月18日  | ダンダン☆ドンドン                                                         | コミック動画で構成               |

## ライブ（2016-2019年)
| ワンマンライブ（2016～2019） | ワンマンライブ（2016～2019）                                  | ワンマンライブ（2016～2019）              | ワンマンライブ（2016～2019）                                                                   |
| 開催日                       | タイトル                                                      | 会場                                      | 備考                                                                                           |
| ---------------------------- | ------------------------------------------------------------- | ----------------------------------------- | ---------------------------------------------------------------------------------------------- |
| 2017年4月16日                | アテナ祭100                                                   | 神田Zippal Hall                           | 伊藤花恋、七海寧々ステージデビュー                                                             |
| 2017年7月8日                 | Team Gemini(双子座)生誕祭『双子祭』                           | 神田Zippal Hall                           |                                                                                                |
| 2017年8月5日                 | アテナ祭200                                                   | 東京ドームシティ ラクーアガーデンステージ | 管本詩音ステージデビュー                                                                       |
| 2017年10月28日               | アテナ祭200 ～たかだか一度負けたくらいで諦めるな～            | 南青山 Future Seven                       | 宮瀬悠香ステージデビュー                                                                       |
| 2017年12月24日               | Xmas LIVE『アテナと私のクリスマス』                           | 神田Zippal Hall                           | 佐原ほのかステージデビュー                                                                     |
| 2018年2月16日                | 仮想通貨少女ワンマンライブ                                    | 南青山 FutureSeven                        | コインチェックユーザー無料ライブ                                                               |
| 2018年4月2日                 | アテナ祭500 ～暗黒伝 激闘の刻～                               | 東京キネマ倶楽部                          |                                                                                                |
| 2018年6月9日                 | 昇格祭2018                                                    | 南青山 FutureSeven                        | 白銀シルバー昇格 （上川湖遥） 青銅ブロンズ昇格（管本詩音、松沢果菜子、南鈴々華）               |
| 2018年8月25日                | 星座百景2周年★夏祭り ～浴衣de模擬店daライブ～                 | 南青山 FutureSeven                        |                                                                                                |
| 2018年10月12日               | アテナ祭500 ～暗黒伝 雪辱の刻～                               | 東京キネマ倶楽部                          | 華村ひかりステージデビュー                                                                     |
| 2018年12月8日                | 冬の大三角形イベント第二弾 昇格祭2018                         | 南青山 FutureSeven                        | 青銅ブロンズ昇格（伊藤花恋、姫川ゆな）                                                         |
| 2018年12月25日               | 冬の大三角形イベント第三弾 クリスマスイベント                 | ユナイテッド・シネマ アクアシティお台場   | イベントのみ                                                                                   |
| 2019年6月22日                | 香月ひなた復活祭 ～明けない夜はない太陽は必ず昇る～           | 南青山 FutureSeven                        | 1年4ヶ月ぶりに復帰                                                                             |
| 2019年7月26日                | 七海寧々・宮瀬悠香 ～卒業公演～                               | 南青山 FutureSeven                        | 青銅ブロンズ昇格（溝入にか）                                                                   |
| 2019年8月17日                | 夏祭り2019                                                    | 南青山 FutureSeven                        |                                                                                                |
| 2019年9月14日                | 3周年☆LIVE                                                    | 南青山 FutureSeven                        | 青銅ブロンズ昇格（華村ひかり）                                                                 |
| 2019年10月12日               | 冬の大三角形ライブ「輪」第1弾 (東日本台風の影響で公演中止)    | 南青山 FutureSeven                        |                                                                                                |
| 2019年11月23日               | 冬の大三角形ライブ「輪」第2弾 ～上川湖遥★復活祭～             | 南青山 FutureSeven                        | 上川湖遥の右膝半月板損傷手術からの復活                                                         |
| 2019年12月8日                | 冬の大三角形ライブ「輪」第3弾 ～星座百景★ニッポン応援ライブ～ | 南青山 FutureSeven                        | 新曲「魁！ニッポン応援団」披露 姫川ゆな祭（脚の骨膜炎治療のリハビリからの復活）                |
| 2019年12月24日、25日         | 星屑たちのクリスマス ～バスターコールまさかの2DAYS～          | TOIRO (さいたまスーパーアリーナ4F)        | ももクロの「ももいろクリスマス2019～冬空のミラーボール～」がさいたまスーパーアリーナで同時開催 |

| イベント・対バン 2016年 | イベント・対バン 2016年               | イベント・対バン 2016年  | イベント・対バン 2016年                                                                 |
| 開催日                  | タイトル                              | 会場                     | 備考                                                                                    |
| ----------------------- | ------------------------------------- | ------------------------ | --------------------------------------------------------------------------------------- |
| 9月17日                 | 生うに～調～ ～Autumn Live Festival～ | 神田宮地楽器Zippal Hall  | 星座百景お披露目初ライブ 愛須もも、三浦萌絵、成瀬らら、江田はるか、明莉ステージデビュー |
| 9月21日                 | 超アキバジャンボリー                  | 秋葉原 P.A.R.M.S         |                                                                                         |
| 9月24日                 | 超アキバジャンボリー                  | 秋葉原 P.A.R.M.S         |                                                                                         |
| 9月25日                 | I LOVE IDOL vol.24                    | 西新宿 TOGI BAR          |                                                                                         |
| 9月27日                 | 超アキバジャンボリー                  | 秋葉原 P.A.R.M.S         |                                                                                         |
| 10月4日                 | 超アキバジャンボリー                  | 秋葉原 P.A.R.M.S         |                                                                                         |
| 10月15日                | 超アキバジャンボリー                  | 秋葉原 P.A.R.M.S         |                                                                                         |
| 10月16日                | Next Idol collection Vol.12           | 渋谷DESEO mini           |                                                                                         |
| 10月22日                | 超アキバジャンボリー                  | 秋葉原 P.A.R.M.S         | Team Libra(天秤座)生誕祭 『天秤祭』                                                     |
| 10月26日                | 超アキバジャンボリー                  | 秋葉原 P.A.R.M.S         |                                                                                         |
| 10月29日                | 超アキバジャンボリー                  | 秋葉原 P.A.R.M.S         | 明智かおりステージデビュー                                                              |
| 10月31日                | MoreTHan 秋Heaven～ハロウィン編2016～ | 渋谷GLAD                 |                                                                                         |
| 11月5日                 | 超アキバジャンボリー                  | 秋葉原 P.A.R.M.S         |                                                                                         |
| 11月12日                | 太田区文化会Vol.267 『OTA音』         | 神田「SOUND STAGE MIFA」 | 上川湖遥、南鈴々華、溝入にかステージデビュー                                            |
| 11月16日                | 超アキバジャンボリー                  | 秋葉原 P.A.R.M.S         |                                                                                         |
| 11月22日                | 超アキバジャンボリー                  | 秋葉原 P.A.R.M.S         | 白浜妃奈乃、天羽あみステージデビュー                                                    |
| 11月26日                | 超アキバジャンボリー                  | 秋葉原 P.A.R.M.S         | 香月ひなたステージデビュー                                                              |
| 11月26日                | 生うに                                | 神田Zippal Hall          |                                                                                         |
| 12月4日                 | 太田区文化会Vol.274『OTA音』          | 神田「SOUND STAGE MIFA」 |                                                                                         |
| 12月13日                | 太田区文化会Vol.277『OTA音』          | 神田「SOUND STAGE MIFA」 | 篠崎ちひろステージデビュー                                                              |
| 12月21日                | 超アキバジャンボリー                  | 秋葉原 P.A.R.M.S         | TeamSagittarius(射手座)生誕祭 『獣神祭』                                                |
| 12月23日                | 太田区文化会Vol.281『OTA音』          | 神田「SOUND STAGE MIFA」 |                                                                                         |
| 12月29日                | 太田区文化会Vol.283『OTA音』          | 神田「SOUND STAGE MIFA」 |                                                                                         |

| イベント・対バン 2017年 | イベント・対バン 2017年                 | イベント・対バン 2017年             | イベント・対バン 2017年                                        |
| 開催日                  | タイトル                                | 会場                                | 備考                                                           |
| ----------------------- | --------------------------------------- | ----------------------------------- | -------------------------------------------------------------- |
| 1月4日                  | 超アキバジャンボリー                    | 秋葉原 P.A.R.M.S                    |                                                                |
| 1月11日                 | 超アキバジャンボリー                    | 秋葉原 P.A.R.M.S                    |                                                                |
| 1月19日                 | 太田区文化会Vol. 287『OTA音』           | 神田「SOUND STAGE MIFA」            |                                                                |
| 1月26日                 | 太田区文化会Vol. 290『OTA音』           | 神田「SOUND STAGE MIFA」            |                                                                |
| 1月28日                 | 生うに                                  | 神田Zippal Hall                     |                                                                |
| 1月31日                 | 太田区文化会Vol. 293『OTA音』           | 神田「SOUND STAGE MIFA」            |                                                                |
| 2月1日                  | 超アキバジャンボリー                    | 秋葉原 P.A.R.M.S                    | TeamCapricorn(山羊座)生誕祭 『ヤギロックフェスティバルGRAY祭』 |
| 2月5日                  | 太田区文化会Vol. 294『OTA音』           | 神田「SOUND STAGE MIFA」            |                                                                |
| 2月8日                  | 超アキバジャンボリー                    | 秋葉原 P.A.R.M.S                    |                                                                |
| 2月11日                 | 太田区文化会Vol. 296『OTA音』           | 神田「SOUND STAGE MIFA」            |                                                                |
| 2月15日                 | 超アキバジャンボリー                    | 秋葉原 P.A.R.M.S                    | 節分バレンタインイベント                                       |
| 2月18日                 | 太田区文化会Vol. 298『OTA音』           | 神田「SOUND STAGE MIFA」            |                                                                |
| 2月25日                 | 太田区文化会Vol. 300『OTA音』           | 神田「SOUND STAGE MIFA」            | TeamAquarius(水瓶座)生誕祭 『水瓶祭』                          |
| 3月5日                  | 太田区文化会Vol. 302『OTA音』           | 神田「SOUND STAGE MIFA」            |                                                                |
| 3月15日                 | 超アキバジャンボリー                    | 秋葉原 P.A.R.M.S                    |                                                                |
| 3月18日                 | 太田区文化会Vol. 306『OTA音』           | 神田「SOUND STAGE MIFA」            |                                                                |
| 3月25日                 | 太田区文化会Vol. 308『OTA音』           | 神田「SOUND STAGE MIFA」            |                                                                |
| 3月25日                 | 生うに                                  | 神田Zippal Hall                     | 三浦萌絵卒業LIVE                                               |
| 4月1日 ～2日            | 目黒イーストエリア桜まつり2017          | 田道広場公園                        | 焼き鳥屋すみれとコラボ、初の野外ライブ                         |
| 4月5日                  | 超アキバジャンボリー                    | 秋葉原 P.A.R.M.S                    |                                                                |
| 4月8日                  | 太田区文化会Vol. 311『OTA音』           | 神田「SOUND STAGE MIFA」            |                                                                |
| 4月23日                 | 太田区文化会Vol. 315『OTA音』           | 神田「SOUND STAGE MIFA」            |                                                                |
| 4月29日                 | 太田区文化会Vol. 318『OTA音』           | 神田「SOUND STAGE MIFA」            |                                                                |
| 5月4日                  | 超アキバジャンボリー                    | 秋葉原 P.A.R.M.S                    |                                                                |
| 5月5日                  | 超アキバジャンボリー                    | 秋葉原 P.A.R.M.S                    |                                                                |
| 5月6日                  | 武道館アイドル博2017                    | 日本武道館                          |                                                                |
| 5月7日                  | 超アキバジャンボリー                    | 秋葉原 P.A.R.M.S                    |                                                                |
| 5月13日                 | 太田区文化会Vol. 321『OTA音』           | 神田「SOUND STAGE MIFA」            |                                                                |
| 5月20日                 | 太田区文化会Vol. 323『OTA音』           | 神田「SOUND STAGE MIFA」            |                                                                |
| 5月21日                 | 超アキバジャンボリー                    | 秋葉原 P.A.R.M.S                    |                                                                |
| 5月27日                 | 太田区文化会Vol. 326『OTA音』           | 神田「SOUND STAGE MIFA」            |                                                                |
| 6月10日                 | 太田区文化会Vol. 329『OTA音』           | 神田「SOUND STAGE MIFA」            |                                                                |
| 6月14日                 | 超アキバジャンボリー                    | 秋葉原 P.A.R.M.S                    |                                                                |
| 6月18日                 | 太田区文化会Vol. 331『OTA音』           | 神田「SOUND STAGE MIFA」            |                                                                |
| 6月24日                 | 太田区文化会Vol. 333『OTA音』           | 神田「SOUND STAGE MIFA」            |                                                                |
| 6月28日                 | 超アキバジャンボリー                    | 秋葉原 P.A.R.M.S                    |                                                                |
| 7月2日                  | 太田区文化会Vol. 336『OTA音』           | 神田「SOUND STAGE MIFA」            |                                                                |
| 7月9日                  | 超アキバジャンボリー                    | 秋葉原 P.A.R.M.S                    |                                                                |
| 7月15日                 | 太田区文化会Vol. 339『OTA音』           | 神田「SOUND STAGE MIFA」            |                                                                |
| 7月19日                 | 超アキバジャンボリー                    | グレースバリ秋葉原                  |                                                                |
| 7月22日                 | SKIPシティ夏祭り2017                    | 埼玉県川口市 SKIPシティ             | プロムナード特設リング(野外)                                   |
| 7月26日                 | 超アキバジャンボリー                    | 秋葉原 P.A.R.M.S                    |                                                                |
| 7月29日                 | ふじかわポップカルチャーフェスティバル  | 静岡県 富士川楽座                   |                                                                |
| 7月30日                 | 超アキバジャンボリー                    | 秋葉原 P.A.R.M.S                    |                                                                |
| 8月9日                  | 超アキバジャンボリー                    | 秋葉原 P.A.R.M.S                    |                                                                |
| 8月19日                 | 太田区文化会Vol. 347『OTA音』           | 神田「SOUND STAGE MIFA」            |                                                                |
| 8月30日                 | 超アキバジャンボリー                    | 秋葉原 P.A.R.M.S                    |                                                                |
| 9月10日                 | 超アキバジャンボリー                    | 秋葉原 P.A.R.M.S                    |                                                                |
| 9月13日                 | 超アキバジャンボリー                    | 秋葉原 P.A.R.M.S                    |                                                                |
| 9月14日                 | 太田区文化会Vol. 354『OTA音』           | 神田「SOUND STAGE MIFA」            | 出演：研究生                                                   |
| 9月17日                 | 第41回 目黒区民まつり                   | 田道広場公園                        |                                                                |
| 9月23日                 | スペシャルコラボ『星座百景×キサラピア』 | 木更津かんらんしゃパーク キサラピア |                                                                |
| 9月27日                 | 超アキバジャンボリー                    | 秋葉原 P.A.R.M.S                    |                                                                |
| 10月8日                 | 秋フェス2017スペシャルライブ            | 秋葉原 P.A.R.M.S                    |                                                                |
| 10月14日                | 太田区文化会Vol. 362『OTA音』           | 神田「SOUND STAGE MIFA」            | 出演：研究生                                                   |
| 10月18日                | 超アキバジャンボリー                    | 秋葉原 P.A.R.M.S                    |                                                                |
| 10月22日                | 太田区文化会Vol. 364『OTA音』           | 神田「SOUND STAGE MIFA」            | 出演：研究生                                                   |
| 11月5日                 | 太田区文化会Vol. 369『OTA音』           | 神田「SOUND STAGE MIFA」            | 出演：研究生                                                   |
| 11月12日                | 超アキバジャンボリー                    | 秋葉原 P.A.R.M.S                    |                                                                |
| 11月14日                | 最幸の火曜日-アイドル地獄-              | 下北沢GARDEN                        | 東放学園音響専門学校とコラボ                                   |
| 11月19日                | 超アキバジャンボリー                    | 秋葉原 P.A.R.M.S                    |                                                                |
| 11月25日                | 太田区文化会Vol. 374『OTA音』           | 神田「SOUND STAGE MIFA」            | 出演：研究生                                                   |
| 11月29日                | 超アキバジャンボリー                    | 秋葉原 P.A.R.M.S                    |                                                                |
| 12月28日                | 太田区文化会Vol. 383『OTA音』           | 神田「SOUND STAGE MIFA」            | 出演：研究生                                                   |
| 12月31日                | 超アキバジャンボリー                    | 秋葉原 P.A.R.M.S                    |                                                                |

| イベント・対バン 2018年 | イベント・対バン 2018年                                                          | イベント・対バン 2018年                  | イベント・対バン 2018年                            |
| 開催日                  | タイトル                                                                         | 会場                                     | 備考                                               |
| ----------------------- | -------------------------------------------------------------------------------- | ---------------------------------------- | -------------------------------------------------- |
| 1月13日                 | 太田区文化会Vol. 385『OTA音』                                                    | 神田「SOUND STAGE MIFA」                 | 出演：研究生                                       |
| 1月14日                 | 超アキバジャンボリー                                                             | 秋葉原 P.A.R.M.S                         | 仮想通貨少女、星座百景                             |
| 1月23日 ～24日          | イベントJAPAN2018                                                                | 東京ビッグサイト 西ホール                | 星座百景×ダスキン スペシャルコラボ                 |
| 1月27日                 | 太田区文化会Vol. 390『OTA音』                                                    | 神田「SOUND STAGE MIFA」                 | 江田はるか卒業LIVE                                 |
| 2月21日 ～23日          | EXPOJAPAN                                                                        | 幕張メッセ                               | 株式会社ニード＆仮想通貨少女＆星座百景コラボライブ |
| 3月21日                 | 超アキバジャンボリー                                                             | 秋葉原 P.A.R.M.S                         |                                                    |
| 4月5日                  | マルチMIXカルチャーイベント 『a-collection VOL.7』                               | 赤坂ブリッツ                             | 出演：仮想通貨少女                                 |
| 4月7日                  | 目黒イーストエリア桜まつり2018                                                   | 田道広場公園                             |                                                    |
| 5月22日                 | マイクロソフト主催 de:code 2018                                                  | ザ・プリンス パークタワー東京            | 出演：仮想通貨少女                                 |
| 8月11日                 | 横浜DeNAベイスターズ「勝祭2018」                                                 | 横浜・日本大通り特設ステージ             |                                                    |
| 8月15日                 | 真夏のお台場アイドルSPLASH祭り in パレットプラザ ～supported by ダイキサウンド～ | お台場パレットタウン内 1階パレットプラザ |                                                    |
| 8月19日                 | 超アキバジャンボリー                                                             | 秋葉原 P.A.R.M.S                         |                                                    |
| 9月2日                  | 太田区文化会Vol. 450『OTA音』                                                    | 神田「SOUND STAGE MIFA」                 | 出演：研究生                                       |
| 12月2日                 | IDOL CONTENT EXPO supported by ダイキサウンド ～冬の大無銭祭～                   | 千葉・イオンモール幕張新都心             | 大円陣                                             |

| イベント・対バン 2019年 | イベント・対バン 2019年                                                            | イベント・対バン 2019年                         | イベント・対バン 2019年                                                                       |
| 開催日                  | タイトル                                                                           | 会場                                            | 備考                                                                                          |
| ----------------------- | ---------------------------------------------------------------------------------- | ----------------------------------------------- | --------------------------------------------------------------------------------------------- |
| 2月16日                 | チョコレートアイドルフェス                                                         | 新宿BLAZE                                       |                                                                                               |
| 2月27日 ～3月1日        | イベント総合EXPO                                                                   | 幕張メッセ                                      |                                                                                               |
| 3月30日                 | 春のアイドルフェスティバル                                                         | マイナビBLITZ赤坂                               |                                                                                               |
| 4月6日                  | おやま思川桜まつり                                                                 | 小山御殿広場 (栃木県)                           |                                                                                               |
| 4月7日                  | 目黒イーストエリア桜まつり2019                                                     | 田道広場公園 (東京・目黒)                       |                                                                                               |
| 4月20日                 | 東新宿アイドルGIG supported by LIVEプラス                                          | 代アニLIVEステーション                          |                                                                                               |
| 5月6日                  | GIRLS VISION                                                                       | KeyStudio (新宿アルタ7F)                        |                                                                                               |
| 5月18日                 | IDOL CONTENT EXPO supported by ダイキサウンド ～また帰ってきたよ！初夏の大無銭祭～ | 千葉・イオンモール幕張新都心                    | 大円陣                                                                                        |
| 6月23日                 | Yokohama A-rin Collection 2019                                                     | 横浜アリーナ内センテニアルホール                |                                                                                               |
| 6月23日                 | AYAKA NATION 2019 in Yokohama Arena                                                | 横浜アリーナ                                    | ももクロ 佐々木彩夏ソロコンサート アンコール「だって あーりんなんだもーん」に出演             |
| 6月30日                 | 湘南ベルマーレ・ホームタウンデー                                                   | 神奈川県中郡・足柄上郡 Shonan BMWスタジアム平塚 | 出演：成瀬らら(神奈川県二宮町観光親善大使) サポート：伊藤花恋、香月ひなた、姫川ゆな           |
| 8月13日                 | 真夏のお台場アイドルSPLASH祭り2019 in パレットプラザ～supported by ダイキサウンド  | お台場パレットタウン内 1階パレットプラザ        |                                                                                               |
| 11月17日                | 第21回 湘南にのみやふるさとまつり                                                  | 神奈川県二宮町 生涯学習センター ラディアン      | 「よさこいフェスティバル」の司会に成瀬らら 姫川ゆなの脚の骨膜炎治療のリハビリ後の復活ステージ |
| 11月30日                | IDOL CONTENT EXPO supported by ダイキサウンド ～帰ってきた！冬の大無銭祭～         | 千葉・イオンモール幕張新都心                    |                                                                                               |
| 12月29日                | 星座百景☆フレスポ LIVE！                                                           | フレスポ八潮店（埼玉）                          |                                                                                               |

| IWGP選手権 I.dol★アイドル・W.ars★ウォーズ・GP.グランプリ | IWGP選手権 I.dol★アイドル・W.ars★ウォーズ・GP.グランプリ | IWGP選手権 I.dol★アイドル・W.ars★ウォーズ・GP.グランプリ | IWGP選手権 I.dol★アイドル・W.ars★ウォーズ・GP.グランプリ | IWGP選手権 I.dol★アイドル・W.ars★ウォーズ・GP.グランプリ | IWGP選手権 I.dol★アイドル・W.ars★ウォーズ・GP.グランプリ          |
| #                                                        | 開催日                                                   | タイトル                                                 | 会場                                                     | チャンピオン                                             | 備考                                                              |
| -------------------------------------------------------- | -------------------------------------------------------- | -------------------------------------------------------- | -------------------------------------------------------- | -------------------------------------------------------- | ----------------------------------------------------------------- |
| 第1回                                                    | 2017年6月4日                                             | 初代IWGPブロンズ級選手権                                 | 神田Zippal Hall                                          | 成瀬らら                                                 | 当時のブロンズメンバーで対戦 姫川ゆな、松沢果菜子ステージデビュー |
| 第2回                                                    | 2017年12月2日                                            | IWGPブロンズ級選手権 ～疾風の菜の花畑～                  | 神田Zippal Hall                                          | 白浜妃奈乃                                               | 成瀬らら vs 白浜妃奈乃(挑戦者)                                    |
| 第3回                                                    | 2018年2月2日                                             | IWGPブロンズ級選手権 ～疾風のおてんば娘と堕天使～        | 南青山 FutureSeven                                       | 白浜妃奈乃                                               | 白浜妃奈乃 vs 天羽あみ(挑戦者)                                    |
| 第4回                                                    | 2018年7月13日                                            | IWGPシルバー級選手権 ～疾風の南斗星拳～                  | 南青山 FutureSeven                                       | 南鈴々華                                                 | 白浜妃奈乃 vs 南鈴々華(挑戦者)                                    |
| 第5回                                                    | 2018年11月17日                                           | IWGPシルバー級選手権 ～天翔電光石火～                    | 南青山 FutureSeven                                       | 南鈴々華                                                 | 南鈴々華 vs 姫川ゆな(挑戦者) 冬の大三角形イベント第一弾           |

## ライブ（2020年～）

### 2020年
| 単独ライブ・イベント                                 | 単独ライブ・イベント                                      | 単独ライブ・イベント                         | 単独ライブ・イベント                                       |
| 開催日                                               | タイトル                                                  | 会場                                         | 備考                                                       |
| ---------------------------------------------------- | --------------------------------------------------------- | -------------------------------------------- | ---------------------------------------------------------- |
| 1月5日                                               | 星座百景☆ソフマップ LIVE！                                | ソフマップAKIBA4号店                         | イベント参加券必要（無料）                                 |
| 1月12日                                              | 星座百景☆フレスポ LIVE！                                  | フレスポ稲毛店（千葉）                       | 観覧無料                                                   |
| 1月19日                                              | 星座百景☆屋上かまたえんLIVE！                             | 東急プラザ蒲田（東京）                       | 観覧無料                                                   |
| 1月25日                                              | 星座百景☆ゲームセンター！無料LIVE！                       | THE 3RD PLANET 横浜本店                      | 観覧無料                                                   |
| 2月2日                                               | 星座百景☆SOYOCA☆LIVE！                                    | ソヨカふじみ野（埼玉）                       | 観覧無料                                                   |
| 2月9日                                               | バレンタイン無料LIVE in 横浜港北                          | 新星堂モザイクモール港北店「STYLE’S STUDIO」 | 観覧無料                                                   |
| 2月16日                                              | 星座百景☆八潮フレスポ LIVE！                              | フレスポ八潮店（埼玉）                       | 観覧無料                                                   |
| 2月23日                                              | 星座百景☆無料LIVE！横浜馬車道                             | YCCヨコハマ創造都市センター                  | 観覧無料                                                   |
| 3月8日                                               | 星座百景★ショッピングセンター☆フレスポ LIVE！（開催中止） | フレスポひばりが丘店                         | コロナ感染拡大で中止                                       |
| 3月15日                                              | ショッピングモール★ぐりーんうぉーく多摩LIVE（開催中止）   | ぐりーんうぉーく多摩                         | コロナ感染拡大で中止                                       |
| 3月22日                                              | ショッピングセンター★BiVi★LIVE！（開催中止）              | BiViつくば                                   | コロナ感染拡大で中止                                       |
| 3月29日                                              | ショッピングモール★BIG HOP LIVE!（開催中止）              | BIG HOPガーデンモール印西                    | コロナ感染拡大で中止                                       |
| 4月5日                                               | 目黒イーストエリア桜まつり（開催中止）                    | 田道広場公園                                 | コロナ感染拡大で中止                                       |
| 5月10日                                              | アテナ災500（延期）                                       | 東京キネマ倶楽部                             | コロナ感染拡大で翌年に延期                                 |
| ※コロナ感染拡大のため、4月以降グループとして活動休止 |                                                           |                                              |                                                            |
| 8月9日                                               | 超ディスタンスLIVE！                                      | fellows SPORTS（千葉浦安）                   | 屋内フットサル場で1部・2部 各回20名限定                    |
| 8月30日                                              | 星座百景☆ディスタンスLIVE！                               | エフスタ池袋 フットサルコート                |                                                            |
| 9月6日                                               | 星座百景☆Futsal Stage～ディスタンスLIVE！                 | Futsal Stage（多摩センター）                 |                                                            |
| 9月13日                                              | ディスタンスLIVE！～南鈴々華 卒業ステージ                 | Futsal Stage（多摩センター）                 | 南鈴々華卒業                                               |
| 10月25日                                             | 星座百景★ディスタンスLIVE！                               | 新宿ビックロ 屋上                            | 観覧無料 ※以後「ホーム」的存在となるこの会場での初のライブ |
| 11月1日                                              | 星座百景★ニッポン応援ライブ                               | BIGHOPガーデンモール印西                     | 観覧無料 3月中止からのリベンジ                             |
| 11月8日                                              | 星座百景★ニッポン応援ライブ                               | フレスポ稲毛                                 | 観覧無料                                                   |
| 11月14日                                             | 星座百景★ニッポン応援ライブ                               | OSC湘南シティ                                | 観覧無料                                                   |
| 11月29日                                             | 星座百景★ディスタンスLive 白浜妃奈乃卒業公演              | 日本橋公会堂                                 | 白浜妃奈乃卒業                                             |

### 2021年
| 単独ライブ・イベント | 単独ライブ・イベント                           | 単独ライブ・イベント    | 単独ライブ・イベント                     |
| 開催日               | タイトル                                       | 会場                    | 備考                                     |
| -------------------- | ---------------------------------------------- | ----------------------- | ---------------------------------------- |
| 3月7日               | アテナ災500（開催中止）                        | 東京キネマ倶楽部        | 前年から延期もコロナ感染拡大で開催中止に |
| 7月11日              | 星座百景★フリーLIVE！                          | 新宿ビックロ 屋上       | 観覧無料                                 |
| 7月18日              | 星座百景★フリーLIVE！                          | 新宿ビックロ 屋上       | 観覧無料                                 |
| 7月24日              | Strong×Strong                                  | 日本橋公会堂            | ツヨクツヨク初披露                       |
| 8月8日               | 星座百景の輪を広げるライブ                     | 新宿ビックロ 屋上       | 観覧無料                                 |
| 8月29日              | 星座百景の輪を広げるライブ                     | 新宿ビックロ 屋上       | 観覧無料                                 |
| 9月26日              | 星座百景5周年記念ライブ（開催中止）            | ラゾーナ川崎プラザソル  | 関係者感染で中止                         |
| 10月23日             | 星座百景の輪を広げるライブ                     | 新宿ビックロ 屋上       | 観覧無料                                 |
| 10月31日             | ハロウィンライブ                               | ベレノ銀座              |                                          |
| 11月14日             | 星座百景の輪を広げるライブ                     | 新宿ビックロ 屋上       | 観覧無料                                 |
| 12月19日             | 成瀬らら卒業公演                               | 六本木 CLUB EDGE        |                                          |
| 12月28日             | ありがとう2021『年末ソフトドリンクバーLIVE！』 | THE BBQ BEACH in TOYOSU | ソフトドリンク代のみ                     |

### 2022年
| 単独ライブ・イベント | 単独ライブ・イベント                 | 単独ライブ・イベント               | 単独ライブ・イベント                                              |
| 開催日               | タイトル                             | 会場                               | 備考                                                              |
| -------------------- | ------------------------------------ | ---------------------------------- | ----------------------------------------------------------------- |
| 1月15日              | 星座百景新春フリーライブ             | フレスポ八潮                       | 観覧無料                                                          |
| 2月23日              | 新宿ビックロ屋上ライブ               | 新宿ビックロ屋上                   | 観覧無料                                                          |
| 3月20日              | 星座百景☆解散ライブ（開催中止）      | Yokohama mint hall                 | メンバーコロナ感染のため開催中止                                  |
| 4月17日              | 伊藤花恋、華村ひかり卒業ライブ       | 新宿ビックロ屋上                   |                                                                   |
| 5月15日              | 新宿ビックロ屋上ライブ               | 新宿ビックロ屋上                   | 4人体制                                                           |
| 5月29日              | 新宿ビックロ屋上ライブ               | 新宿ビックロ屋上                   | 4人体制                                                           |
| 6月12日              | 新宿ビックロ屋上ライブ               | 新宿ビックロ屋上                   | 4人体制                                                           |
| 6月19日              | 新宿ビックロ屋上ライブ               | 新宿ビックロ屋上                   | 4人体制 ※この日をもってビックロ閉店、ビックカメラ新宿東口店に改称 |
| 7月17日              | 香月ひなた復活ライブ                 | ビックカメラ新宿東口店 屋上        | 星座百景としての最後のライブ                                      |
| 8月６日              | ビックカメラ新宿東口店 屋上ライブ    | ビックカメラ新宿東口店 屋上        |                                                                   |
| 8月7日               | ビックカメラ新宿東口店 屋上ライブ    | ビックカメラ新宿東口店 屋上        |                                                                   |
| 8月14日              | ビックカメラ新宿東口店 屋上ライブ    | ビックカメラ新宿東口店 屋上        |                                                                   |
| 8月21日              | ビックカメラ新宿東口店 屋上ライブ    | ビックカメラ新宿東口店 屋上        |                                                                   |
| 8月28日              | 夢は終わらねぇ！！1st ワンマンライブ | Yokohama mint hall                 | 有料ワンマン 星座百景グレート改名後 初のワンマンライブ            |
| 9月11日              | ビックカメラ新宿東口店 屋上ライブ    | ビックカメラ新宿東口店 屋上        |                                                                   |
| 9月18日              | ビックカメラ新宿東口店 屋上ライブ    | ビックカメラ新宿東口店 屋上        | 雨でライブは中止                                                  |
| 10月2日              | ビックカメラ新宿東口店 屋上ライブ    | ビックカメラ新宿東口店 屋上        |                                                                   |
| 10月9日              | ビックカメラ新宿東口店 屋上ライブ    | ビックカメラ新宿東口店 屋上        |                                                                   |
| 10月16日             | ビックカメラ新宿東口店 屋上ライブ    | ビックカメラ新宿東口店 屋上        |                                                                   |
| 10月22日 23日        | ハロウィン in 多摩センター           | 多摩センター駅前歩道デッキ         | 二部制・9か月ぶりのフリーライブ                                   |
| 10月30日             | ウニクス浦和美園 ハロウィンイベント  | ウニクス浦和美園                   | 1部上演中に2部追加決定 観覧無料                                   |
| 11月６日             | 爆進!!グレートLIVE                   | ビックカメラ新宿東口屋上           |                                                                   |
| 11月13日             | 爆進!!グレートLIVE                   | ぐりーんうぉーく多摩               | 二部制 観覧無料                                                   |
| 11月19日             | 新狭山北口商店街 肉肉＆スイーツ祭り  | 新狭山北口商店街 すかいロード      | 歩行者天国の交差点中央がステージ 二部制 無料                      |
| 11月20日             | 爆進!!グレートLIVE                   | ぐりーんうぉーく多摩               | 二部制 観覧無料                                                   |
| 11月23日             | 爆進!!グレートLIVE                   | ソフマップAKIBA アミューズメント館 | 二部制                                                            |
| 11月26日             | 爆進!!グレートLIVE                   | フレスポ八潮                       | 第一部は雨で中止 観覧無料                                         |
| 12月4日              | 爆進!!グレートLIVE                   | 川崎ルフロン屋上                   |                                                                   |
| 12月11日             | 爆進!!グレートLIVE                   | 三井アウトレットパーク 多摩南大沢  | 二部制 観覧無料                                                   |
| 12月18日             | 爆進!!グレートLIVE                   | ぐりーんうぉーく多摩               | 二部制 観覧無料                                                   |
| 12月25日             | 爆進‼クリスマスライブ                | 三井アウトレットパーク 多摩南大沢  | 二部制 観覧無料                                                   |
| 12月30日             | 爆進!!年末ライブ2022                 | グレースバリ横浜関内店             | 節目でしか歌わない「戦友セブンセンシズ」を歌う                    |

| 対バン・フェス | 対バン・フェス                                       | 対バン・フェス                                | 対バン・フェス                               |
| 開催日         | タイトル                                             | 会場                                          | 備考                                         |
| -------------- | ---------------------------------------------------- | --------------------------------------------- | -------------------------------------------- |
| 2月6日         | キミ推しフェス vol.4                                 | @WOMB渋谷                                     |                                              |
| 2月7日         | 楽遊アイドルフェス                                   | 赤羽ReNY                                      |                                              |
| 3月2日         | キミ推しフェス vol.5                                 | duo MUSIC EXCHANGE                            |                                              |
| 3月3日         | 楽遊アイドルフェス～ひなまつりSP〜                   | 新宿ALTA KeyStudio                            |                                              |
| 7月30日        | ももクロ夏のバカ騒ぎ2022-MOMOFEST-MOCK IN JAPAN 2022 | ベルーナドームサテライト会場                  | グレート改名後初のステージ観覧無料           |
| 11月3日        | GIG TAKAHASHI2                                       | 原宿ルイード                                  | オープニングアクト                           |
| 12月31日       | 大晦日アイドル祭！in RIZIN格闘技EXPO2022             | さいたまスーパーアリーナ コミュニティアリーナ | リングのステージ バトルスーツで登場 観覧無料 |

### 2023年
| 単独ライブ・主催イベント | 単独ライブ・主催イベント                            | 単独ライブ・主催イベント           | 単独ライブ・主催イベント                                                                                    |
| 開催日                   | タイトル                                            | 会場                               | 備考 |
| ------------------------ | --------------------------------------------------- | ---------------------------------- | --- |
| 1月7日                   | 爆進!!新春ライブ2023                                | 浅草・九劇                         | 二部制 |
| 1月15日                  | 爆進!!グレートLIVE（雨天中止）                      | ぐりーんうぉーく多摩               | 二部制 観覧無料                                                                                             |
| 2月11日                  | 爆進!!バレンタインLIVE                              | 三井アウトレットパーク 多摩南大沢  | 二部制 観覧無料 特典会でサイン入りチョコプレゼント                                                          |
| 2月18日                  | 爆進!!グレートLIVE                                  | 上尾ショーサンプラザ               | 二部制 観覧無料 2010年11月 ももいろクローバー（当時）もここでライブ                                         |
| 2月19日                  | 爆進!!グレートLIVE                                  | ぐりーんうぉーく多摩               | 二部制 観覧無料                                                                                             |
| 3月11日                  | 爆進!!グレートLIVE                                  | ぐりーんうぉーく多摩               | 二部制 観覧無料                                                                                             |
| 3月18日                  | 爆進!!グレートLIVE～最終回～ 進め!!銀河の果てまでも | 池袋harebutai                      | 有料ワンマン 爆進!!グレートLIVEの集大成の位置づけ 新曲「ステライク～来たぞ!!我らの星座百景グレート～ 初披露 |
| 4月23日                  | 元気が出るライブ!!                                  | ぐりーんうぉーく多摩               | 単独フリーライブの新シリーズ第一回                                                                          |
| 5月4日                   | 超グレートLIVE！〜異色の2マンライブ〜               | Yokohama mint hall                 | SUPER FANTASYとの有料ツーマンライブ                                                                         |
| 6月4日                   | 最強への道〜スタートラインLIVE                      | 高円寺 Club ROOTS！                | 有料ワンマン 星座百景時代通じて初のチケット完売                                                             |
| 6月17日                  | 元気が出るライブ!!                                  | ぐりーんうぉーく多摩               | 二部制 観覧無料                                                                                             |
| 7月1日                   | 元気が出るライブ!!                                  | ぐりーんうぉーく多摩               | 二部制 観覧無料 二部終盤に子どもを集め「ワッショイ教室」                                                    |
| 7月9日                   | 元気が出るライブ!!                                  | ウニクス鴻巣                       | 多摩以外での初の「元気が出るライブ!!」 姫川ゆな体調不調のため欠場 4人体制で実施                             |
| 7月15日                  | 元気が出るライブ!!                                  | アースケア桐生が岡遊園地           | 初の群馬県でのライブ 姫川ゆな復帰                                                                           |
| 7月16日                  | 元気が出るライブ!!                                  | ぐりーんうぉーく多摩               | 二部制 観覧無料                                                                                             |
| 8月12日                  | 元気が出るライブ!!                                  | SEA MARK SQUARE屋上 （茨城日立市） | 二部制 観覧無料                                                                                             |
| 8月14日                  | 元気が出るライブ!!（台風接近のため中止）            | ぐりーんうぉーく多摩               | 9/3に代替日程                                                                                               |
| 8月19日                  | 元気が出るライブ!!                                  | 前橋中央通り商店街イベント広場     | 二部制 観覧無料                                                                                             |
| 8月20日                  | SUPER FANTASY×星座百景グレート 合同フリーライブ     | BIGHOPガーデンモール印西           | SUPER FANTASYとの合同イベント 二部制 観覧無料                                                               |
| 8月27日                  | 元気が出るライブ!!                                  | ファボーレ富山                     | 富山初遠征 二部制 観覧無料                                                                                  |
| 9月3日                   | 元気が出るライブ!!                                  | ぐりーんうぉーく多摩               | 二部制 観覧無料                                                                                             |
| 9月10日                  | 元気が出るライブ!!                                  | 南大沢パオレふれあい広場           | 二部制 観覧無料                                                                                             |
| 9月23日                  | 元気が出るライブ!!                                  | 前橋中央通り商店街イベント広場     | 二部制 観覧無料                                                                                             |
| 9月30日                  | 最強への道〜ギアセカンド                            | 八王子 Match Vox                   | 有料ワンマン チケット完売                                                                                   |
| 10月22日                 | 元気が出るライブ!!                                  | 南大沢パオレふれあい広場           | 二部制 観覧無料                                                                                             |
| 10月28日                 | ぐりーんうぉーく多摩 ☆ハロウィンライブ!!            | ぐりーんうぉーく多摩               | 二部制 観覧無料 ライブ前にお子様へお菓子プレゼント                                                          |
| 11月5日                  | 元気が出るライブ!!                                  | ウニクス鴻巣                       | 二部制 観覧無料                                                                                             |
| 11月11日                 | 元気が出るライブ!! （メンバー体調不良のため中止）   | 前橋中央通り商店街イベント広場     | 二部制 観覧無料                                                                                             |
| 11月19日                 | 元気が出るライブ!!                                  | ファボーレ富山                     | 二部制 観覧無料                                                                                             |
| 11月25日                 | 元気が出るライブ!!                                  | 南大沢パオレふれあい広場           | 四人体制初のライブ                                                                                          |
| 11月26日                 | 元気が出るライブ!!                                  | ぐりーんうぉーく多摩               | 二部制 観覧無料                                                                                             |
| 12月2日                  | 元気が出るライブ!!                                  | 前橋中央通り商店街イベント広場     | 二部制 観覧無料                                                                                             |
| 12月９日                 | 元気が出るライブ!!                                  | ぐりーんうぉーく多摩               | 二部制 観覧無料 二部終盤に「ちびっ子も立って踊ろう応援団！」                                                |
| 12月17日                 | 元気が出るライブ!!                                  | 南大沢パオレふれあい広場           | 二部制 観覧無料                                                                                             |
| 12月23日                 | 元気が出るライブ!!                                  | ウニクス鴻巣                       | 二部制 観覧無料                                                                                             |
| 12月24日                 | ぐりーんうぉーく多摩 ☆クリスマスライブ!!            | ぐりーんうぉーく多摩               | 二部制 観覧無料 ライブ前にお子様へお菓子プレゼント                                                          |
| 12月30日                 | 元気が出る年末ライブ!！                             | 前橋中央通り商店街イベント広場     | 二部制 観覧無料                                                                                             |

| 対バン・フェス・地域イベント | 対バン・フェス・地域イベント                     | 対バン・フェス・地域イベント               | 対バン・フェス・地域イベント |
| 開催日                       | タイトル                                         | 会場                                       | 備考 |
| ---------------------------- | ------------------------------------------------ | ------------------------------------------ | --- |
| 1月2日                       | 2023イービーンズ初売り初夢ライブ                 | イービーンズ仙台 屋上ステージ              | 初の東北遠征 |
| 1月8日                       | 『さの新春うんめぇもんまつり』 アイドルステージ  | 佐野駅前 交流広場                          | 観覧無料 溝入にか出身地栃木に凱旋 |
| 1月21日                      | GIG TAKAHASHI2~tour2023~                         | 新宿BLAZE                                  | オープニングアクト |
| 1月22日                      | GIG TAKAHASHI2~tour2023~                         | 名古屋クラブクアトロ                       | オープニングアクト 初の名古屋遠征 |
| 1月29日                      | ウニクス鴻巣 Winter Live                         | ウニクス鴻巣                               | 1部2部出演 じゃんけん大会にも参加 |
| 2月4日                       | GIG TAKAHASHI2~tour2023~                         | Zepp Haneda                                | 本編トップバッター |
| 2月16日                      | ゆるめるモ10執念モニバーサリー バトル謝謝 其の伍 | 渋谷スターラウンジ                         | 初のツーマンライブ 相互コラボあり |
| 2月25日                      | キッチンカーうまいもん選手権                     | 越谷レイクタウン                           | 二部制 新狭山と同じくMC シモジマアキヒロ・中島優 |
| 2月26日                      | あくと冬フェス2023                               | 佐野市葛生あくとプラザ                     | 大ホールで開催 |
| 3月21日                      | キッチンカーうまいもん選手権                     | 那須ガーデンアウトレット                   | 二部制 MC シモジマアキヒロ・中島優 |
| 3月25日 26日                 | キッチンカーうまいもんマルシェ                   | 神戸市・西神中央駅前                       | 初の関西遠征 2日間開催・2部制 MC：シモジマアキヒロ・中島優 2日目は雨天のためステージに設置されたテント下でパフォーマンス                                  |
| 4月9日                       | ぐりーんうぉーく多摩開業16周年 〜Spring Live〜   | ぐりーんうぉーく多摩                       | SIO、UCHRONIA が出演 星座百景グレートは16周年記念抽選キャンペーンのMCも担当                                                                               |
| 4月16日                      | POP IN FESTIVAL 2023                             | 新宿ALTA Key Studio                        | 20分出演4曲 |
| 4月30日                      | あいじゃん FUJI-Q fes‼︎                           | 富士急ハイランド                           | コロナ後 3年2か月ぶりの声出し（マスク着用）ライブ |
| 5月6日                       | Girls Face in Shibuya ~DAY1~                     | TAKE OFF 7（渋谷）                         | 前日に急遽出演発表 |
| 5月7日                       | まちなかアイドルフェスタ                         | 佐野駅前 交流広場                          | 本降りの雨の中でテント有りのステージで歌いながらも ワッショイなど要所要所で雨の中に飛び出しパフォーマンス                                                 |
| 5月10日                      | StarGazer -SG-                                   | 青山RizM                                   | 平日オフィス街での開催「会社員5000万パワーズ」でスタート                                                                                                  |
| 5月14日                      | Girls Face in VAMPKIN                            | VAMPKIN（浅草）                            | 20分出演4曲 |
| 5月18日                      | Girls Face in RING                               | 渋谷RING                                   | 20分出演4曲 |
| 5月20日                      | Girls Face in Shibuya                            | 渋谷VIDENT                                 | 20分出演4曲 |
| 5月21日                      | STARSHIP 2023                                    | 浜松市ギャラリーモール・ソラモ             | グレート後初の静岡遠征 上川湖遥が出身県へ凱旋 |
| 5月27日                      | Girls Face in RING                               | 渋谷RING                                   | 20分出演4曲 夢は終わらねぇナシのセトリ |
| 6月6日                       | StarGazer -SG-                                   | 渋谷VIDENT                                 | 20分出演4曲 |
| 6月9日 10日 11日             | キッチンカーうまいもん選手権                     | 庄和総合公園（春日部市）                   | 9日 メインステージ 10日 ①メインステージ ②サブステージ 11日 ①サブステージ（雨天コンディションのため特典会のみ）②メインステージ                             |
| 6月13日                      | POP IN FESTIVAL 2023                             | 渋谷VIDENT                                 | 20分出演4曲 |
| 6月18日                      | POP IN FESTIVAL 2023                             | VAMPKIN（浅草）                            | トリ出演 20分出演4曲 |
| 6月24日                      | あくと夏フェス2023                               | 佐野市葛生あくとプラザ                     | 大ホールで開催 |
| 6月25日                      | Girls Face in RING                               | 渋谷RING                                   | トリ出演 25分4曲＋見参！SEアリ |
| 7月2日                       | Girls Face in RING                               | 渋谷RING                                   | |
| 7月22日                      | 北のげんきマルシェ ホコ天新安城                  | 新安城駅北口                               | コロナ以後初のフリーライブで声出し可 |
| 7月29日                      | 糸魚川おまんた祭り                               | 糸魚川駅前一帯                             | 初の新潟遠征 昼の部PRタイム5分 夜の部ステージ10分 |
| 7月30日                      | 焼津昭和通り七夕祭り                             | 焼津昭和通り商店街                         | 昼夜二部出演 |
| 8月5日                       | 雷電まつり〜元気復活！ 東御どすこいSUNSUN！      | 田中商店街（長野県東御市）                 | 初の長野遠征 マツリオンドPA止まるも完奏 |
| 8月6日                       | 瑞浪美濃源氏七夕まつり                           | ＪＲ瑞浪駅周辺（岐阜）                     | 初の岐阜遠征 5曲に加えてマツリオンド「おかわり」 |
| 8月11日                      | 潮音寺 万燈会                                    | 奈良薬師寺 東関東別院 水雲山潮音寺（茨城） | 奉納演奏 本堂で特典会 初の茨城遠征 |
| 8月26日                      | 永平寺町 大燈籠流し                              | 九頭竜川永平寺河川公園（福井県）           | 初の福井遠征 |
| 9月2日                       | GIG TAKAHASHI3                                   | 神田スクエアホール                         | トップバッター出演 |
| 9月17日                      | ウニクス鴻巣13周年オータムライブ                 | ウニクス鴻巣                               | 昼夜二部出演 二部は「推しのライブ」と銘打たれたブロック                                                                                                   |
| 10月8日 9日                  | キッチンカーうまいもん選手権                     | 越谷レイクタウン                           | 8日 1ステージ 9日 1部は雨天で特典会のみ ブースで夢は終わらねぇアカペラ 2部は雨上がりのためステージ下で歌唱 この世で一番強いヤツでPAストップもアカペラ完走 |
| 10月14日                     | 名古屋商科大学 三ヶ峯祭                          | 名古屋商科大学                             | 初の学祭参加 昼の部20分 |
| 11月3日                      | GIG TAKAHASHI3                                   | 原宿ルイード                               | トップバッター出演 |

### 2024年
| 無印＝単独ライブ・主催イベント ★＝対バン・フェス・地域イベント | 無印＝単独ライブ・主催イベント ★＝対バン・フェス・地域イベント          | 無印＝単独ライブ・主催イベント ★＝対バン・フェス・地域イベント | 無印＝単独ライブ・主催イベント ★＝対バン・フェス・地域イベント                                 |
| 開催日                                                         | タイトル                                                                | 会場                                                           | 備考                                                                                           |
| -------------------------------------------------------------- | ----------------------------------------------------------------------- | -------------------------------------------------------------- | ---------------------------------------------------------------------------------------------- |
| 1月3日                                                         | 元気が出るライブ!！                                                     | 南大沢パオレふれあい広場                                       | 冒頭で能登地震お見舞いのリーダーメッセージ                                                     |
| 1月6日                                                         | 最強への道〜ギアサード!!                                                | 八王子学園都市センターイベントホール                           | 4人体制での初のワンマンライブ 夢は終わらねぇ（4人版）を初披露                                  |
| 1月14日                                                        | 元気が出るライブ!！                                                     | ウニクス鴻巣（埼玉）                                           |                                                                                                |
| 1月21日                                                        | ★GIG TAKAHASHI 3 ～tour2024～                                           | 新宿BLAZE                                                      | オープニングアクト                                                                             |
| 1月28日                                                        | 元気が出るライブ!！                                                     | ぐりーんうぉーく多摩                                           |                                                                                                |
| 2月4日                                                         | 元気が出るライブ!！                                                     | 前橋中央通り商店街（群馬）                                     |                                                                                                |
| 2月10日                                                        | ★GIG TAKAHASHI 3 ～tour2024～                                           | 柏PALOOZA                                                      | 1部・2部オープニングアクト 1月21日の新宿冒頭で急遽出演発表                                     |
| 2月11日                                                        | 元気が出るライブ!！                                                     | ぐりーんうぉーく多摩                                           | 海賊とピーマンなどでバレンタイン特別企画                                                       |
| 2月17日                                                        | 元気が出るライブ!！                                                     | 南大沢パオレふれあい広場                                       |                                                                                                |
| 2月18日                                                        | ★GIG TAKAHASHI 3 ～tour2024～                                           | 名古屋 CLUB QUATTRO                                            | 1部・2部オープニングアクト 1月21日の新宿冒頭で急遽出演発表                                     |
| 2月24日                                                        | 僕はスーパーヒーローになる                                              | 八王子Match Vox                                                | ワンマンライブ 新曲僕はスーパーヒーローになる 初披露                                           |
| 3月2日                                                         | ★GIG TAKAHASHI 3 ～tour2024～                                           | KANDA SQUARE HALL                                              | オープニングアクト                                                                             |
| 3月3日                                                         | 元気が出るライブ!！                                                     | ぐりーんうぉーく多摩                                           |                                                                                                |
| 3月16日                                                        | ★Match Vox presents 『8princess×星座百景グレート with レプスルプス』    | 八王子Match Vox                                                |                                                                                                |
| 3月17日                                                        | 元気が出るライブ!！                                                     | 前橋中央通り商店街（群馬）                                     |                                                                                                |
| 3月24日                                                        | ★Yokohama Wai Wai                                                       | Yokohama mint hall                                             | 主催・MC：こんせいそん 出演：unSea／Chu-Z／Finally／まちだガールズ・クワイア／星座百景グレート |
| 3月31日                                                        | 元気が出るライブ!！                                                     | 南大沢パオレふれあい広場                                       |                                                                                                |
| 4月6日                                                         | メテオの輪を広げる公演 『トモダチ』                                     | 八王子Match Vox                                                | ワンマンライブ お友達ご招待 大人1名様無料                                                      |
| 4月14日                                                        | ★ももクロ春の一大事2024 in 亀岡市 外周ステージ 「やかん大作戦 in 亀岡」 | 京都府・亀岡市 亀岡運動公園                                    | 外周ステージ（1000人規模） 有料最前ゾーンあり                                                  |
| 4月21日                                                        | 元気が出るライブ!！                                                     | 南大沢パオレふれあい広場                                       |                                                                                                |
| 4月28日                                                        | 元気が出るライブ!！                                                     | ぐりーんうぉーく多摩                                           |                                                                                                |
| 4月29日                                                        | 元気が出るライブ!！                                                     | 前橋中央通り商店街（群馬）                                     |                                                                                                |
| 5月4日                                                         | 元気が出るライブ!！                                                     | ぐりーんうぉーく多摩                                           |                                                                                                |
| 5月12日                                                        | 元気が出るライブ!！                                                     | 南大沢パオレふれあい広場                                       |                                                                                                |
| 5月18日                                                        | 元気が出るライブ!！                                                     | 上尾ショーサンプラザ                                           | 16:00開始1部のみ※同日さいたまスーパーアリーナにて、ももいろクローバーZ AEイベント開催          |
| 5月19日                                                        | 元気が出るライブ!！                                                     | ウニクス鴻巣（埼玉）                                           |                                                                                                |
| 5月26日                                                        | 元気が出るライブ!！                                                     | 南大沢パオレふれあい広場                                       |                                                                                                |
| 6月2日                                                         | ★キッチンカーうまいもん選手権                                           | 庄和総合公園（春日部市）                                       | 第2部サブステージは豪雨で中止 特典会は実施                                                     |
| 6月9日                                                         | 元気が出るライブ!！                                                     | ぐりーんうぉーく多摩                                           |                                                                                                |
| 6月16日                                                        | 元気が出るライブ!！                                                     | 前橋中央通り商店街(群馬）                                      |                                                                                                |
| 6月23日                                                        | 元気が出るライブ!！                                                     | 南大沢パオレふれあい広場                                       | 雨天中止・３０日に振替                                                                         |
| 6月30日                                                        | 元気が出るライブ!！                                                     | 南大沢パオレふれあい広場                                       | 上川湖遥欠場                                                                                   |
| 7月6日                                                         | ★あくと夏フェス2024                                                     | 葛生あくとプラザ 小ホール（栃木）                              |                                                                                                |
| 7月14日                                                        | 元気が出るライブ!！                                                     | 前橋中央通り商店街(群馬）                                      |                                                                                                |
| 7月21日                                                        | 元気が出るライブ!！                                                     | 南大沢パオレふれあい広場                                       |                                                                                                |
| 7月27日                                                        | 元気が出るライブ!！                                                     | 道の駅 ららん藤岡（群馬）                                      | 初会場 2部は雷雨で2曲で終了                                                                    |
| 8月4日                                                         | 元気が出るライブ!！                                                     | 道の駅 ららん藤岡（群馬）                                      |                                                                                                |
| 8月11日                                                        | 元気が出るライブ!！                                                     | ぐりーんうぉーく多摩                                           |                                                                                                |
| 8月18日                                                        | 第2回やべ～アイドル決定戦                                               | 東京キネマ倶楽部                                               | 「やべ賞」を受賞                                                                               |
| 8月25日                                                        | 元気が出るライブ!！                                                     | 前橋中央通り商店街(群馬）                                      |                                                                                                |
| 9月1日                                                         | 元気が出るライブ!！                                                     | 南大沢パオレふれあい広場                                       |                                                                                                |
| 9月7日                                                         | 元気が出るライブ!！                                                     | ぐりーんうぉーく多摩                                           |                                                                                                |
| 9月8日                                                         | 元気が出るライブ!！                                                     | 前橋中央通り商店街(群馬）                                      |                                                                                                |
| 9月15日                                                        | 元気が出るライブ!！                                                     | 南大沢パオレふれあい広場                                       |                                                                                                |
| 9月16日                                                        | 元気が出るライブ!！                                                     | 道の駅 ららん藤岡（群馬）                                      |                                                                                                |
| 9月21日                                                        | 元気が出るライブ!！                                                     | 前橋中央通り商店街(群馬）                                      |                                                                                                |
| 9月22日                                                        | ★キッチンカーうまいもん選手権                                           | 熊谷スポーツ文化公園                                           | 初会場                                                                                         |
| 9月23日                                                        | ★キッチンカーうまいもん選手権                                           | 熊谷スポーツ文化公園                                           |                                                                                                |
| 9月28日                                                        | ★北野ストリートフェス                                                   | 北野駅前商店街                                                 |                                                                                                |
| 9月29日                                                        | 元気が出るライブ!！                                                     | 道の駅 ららん藤岡（群馬）                                      |                                                                                                |
| 10月6日                                                        | 元気が出るライブ!！                                                     | アシストエンジニアリング よっちゃばれ広場（山梨県甲府市）      | 初会場                                                                                         |
| 10月13日                                                       | 元気が出るライブ!！                                                     | 南大沢パオレふれあい広場                                       |                                                                                                |
| 10月14日                                                       | ★キッチンカーうまいもん選手権                                           | 越谷レイクタウン                                               |                                                                                                |
| 10月20日                                                       | ★元気が出るライブ in〜けんぽくYOSAKOI秋マツリ                           | 福島市まちなか広場                                             | 初会場                                                                                         |
| 10月26日                                                       | ★ららん藤岡秋まつり                                                     | 道の駅 ららん藤岡（群馬）                                      | ※総合司会も担当                                                                                |
| 10月27日                                                       | 元気が出るハロウィン                                                    | ぐりーんうぉーく多摩                                           |                                                                                                |
| 11月3日                                                        | GIG TAKAHASHI3                                                          | 原宿ルイード                                                   | 本編出演                                                                                       |
| 11月9日                                                        | ★キッチンカーうまいもん選手権                                           | 熊谷ニットモール                                               | 初会場                                                                                         |
| 11月10日                                                       | 元気が出るライブ!！                                                     | 南大沢パオレふれあい広場                                       |                                                                                                |
| 11月16日                                                       | 元気が出るライブ!！                                                     | 道の駅 ららん藤岡（群馬）                                      |                                                                                                |
| 11月17日                                                       | 元気が出るライブ!！                                                     | ぐりーんうぉーく多摩                                           |                                                                                                |
| 11月23日                                                       | 元気が出るライブ!！                                                     | 郡山駅西口広場                                                 | 初会場                                                                                         |
| 11月24日                                                       | 元気が出るライブ!！                                                     | 前橋中央通り商店街(群馬）                                      |                                                                                                |
| 12月1日                                                        | 元気が出るライブ!！                                                     | 前橋中央通り商店街(群馬）                                      |                                                                                                |
| 12月8日                                                        | 元気が出るライブ!！                                                     | ぐりーんうぉーく多摩                                           |                                                                                                |
| 12月14日                                                       | 元気が出るライブ!！                                                     | アシストエンジニアリング よっちゃばれ広場（山梨県甲府市）      |                                                                                                |
| 12月22日                                                       | 元気が出るクリスマスライブ!！                                           | 道の駅 ららん藤岡（群馬）                                      |                                                                                                |
| 12月30日                                                       | 超・元気が出るライブ!! 〜上がれ！心臓の音よ！上がれ！ロックの魂よ！     | Yokohama mint hall                                             | ワンマンライブ 完売                                                                            |

### 2025年
| 無印＝単独ライブ・主催イベント ★＝対バン・フェス・地域イベント | 無印＝単独ライブ・主催イベント ★＝対バン・フェス・地域イベント                    | 無印＝単独ライブ・主催イベント ★＝対バン・フェス・地域イベント | 無印＝単独ライブ・主催イベント ★＝対バン・フェス・地域イベント |
| -------------------------------------------------------------- | --------------------------------------------------------------------------------- | -------------------------------------------------------------- | -------------------------------------------------------------- |
| 開催日                                                         | タイトル                                                                          | 会場                                                           | 備考                                                           |
| 1月3日                                                         | 元気が出るライブ!！                                                               | 道の駅 ららん藤岡（群馬）                                      | お正月企画                                                     |
| 1月5日                                                         | 元気が出るライブ!！                                                               | ぐりーんうぉーく多摩                                           | お正月企画                                                     |
| 1月12日                                                        | 元気が出るライブ!！                                                               | 前橋中央通り商店街(群馬）                                      |                                                                |
| 1月26日                                                        | 元気が出るライブ!！                                                               | 南大沢パオレふれあい広場                                       |                                                                |
| 2月2日                                                         | 元気が出るライブ!！                                                               | 道の駅 ららん藤岡（群馬）                                      | 節分企画                                                       |
| 2月9日                                                         | 元気が出るライブ!！                                                               | 前橋中央通り商店街(群馬）                                      |                                                                |
| 2月11日                                                        | ★埼玉グルメフェスタ                                                               | 大宮公園 NACK5スタジアム大宮                                   |                                                                |
| 2月16日                                                        | 元気が出るライブ!！                                                               | 道の駅 ららん藤岡（群馬）                                      | バレンタイン企画                                               |
| 2月22日                                                        | ★キッチンカーうまいもん&鍋まつり in ニットーモール大会                            | 熊谷ニットーモール横平面駐車場                                 |                                                                |
| 2月23日                                                        | 元気が出るライブ!！                                                               | ぐりーんうぉーく多摩                                           |                                                                |
| 3月2日                                                         | ★GIG TAKAHASHI3 Tour 大阪                                                         | ESAKA MUSE                                                     | 大阪初上陸                                                     |
| 3月9日                                                         | ★GIG TAKAHASHI3 Tour 福岡                                                         | BEAT STATION                                                   | 九州初上陸                                                     |
| 3月15日                                                        | ★GIG TAKAHASHI3 Tour 柏                                                           | 柏PALOOZA                                                      |                                                                |
| 3月16日                                                        | ★GIG TAKAHASHI3 Tour 神田                                                         | KANDA SQUARE                                                   |                                                                |
| 3月23日                                                        | 元気が出るライブ!！                                                               | 前橋中央通り商店街(群馬）                                      |                                                                |
| 3月30日                                                        | 元気が出るライブ!！                                                               | 道の駅 ららん藤岡（群馬）                                      |                                                                |
| 4月6日                                                         | 元気が出るライブ!！                                                               | ぐりーんうぉーく多摩                                           |                                                                |
| 4月12日                                                        | ★ももクロ春の一大事2025 in 新発田市 外周パーク 「新発田で発見！フマキラーランド」 | 新潟県新発田市 五十公野運動公園                                | 本編フィナーレにも出演                                         |
| 4月27日                                                        | 元気が出るライブ!！                                                               | 南大沢パオレふれあい広場                                       |                                                                |
| 5月4日                                                         | GWホームタウン巡業『元気が出るライブ3連戦‼︎』                                      | ぐりーんうぉーく多摩                                           |                                                                |
| 5月5日                                                         | GWホームタウン巡業『元気が出るライブ3連戦‼︎』                                      | 道の駅 ららん藤岡（群馬）                                      |                                                                |
| 5月6日                                                         | GWホームタウン巡業『元気が出るライブ3連戦‼︎』                                      | 前橋中央通り商店街(群馬）                                      | 雨天で中止                                                     |
| 5月11日                                                        | 元気が出るライブ!！                                                               | 南大沢パオレふれあい広場                                       |                                                                |
| 5月17日                                                        | 元気が出るライブ!！                                                               | 前橋中央通り商店街(群馬）                                      |                                                                |
| 5月22日 ～25日                                                 | ★キッチンカーうまいもん選手権                                                     | 庄和総合公園(春日部市）                                        | 4日間6ステージに出演                                           |
| 6月1日                                                         | 元気が出るライブ!！                                                               | 南大沢パオレふれあい広場                                       |                                                                |
| 6月7日                                                         | 元気が出るライブ!！                                                               | 道の駅 ららん藤岡（群馬）                                      |                                                                |
| 6月14日                                                        | 元気が出るライブ!！                                                               | ぐりーんうぉーく多摩                                           |                                                                |
| 6月22日                                                        | 超・元気が出るライブ!!〜お台場危機一髪！ HADOアリーナを封鎖せよ！』               | HADO ARENA お台場 （グランドステージ）                         | ワンマンライブ                                                 |
| 7月8日                                                         | 元気が出るライブ!！                                                               | 道の駅 ららん藤岡（群馬）                                      |                                                                |
| 7月13日                                                        | 元気が出るライブ!！                                                               | ぐりーんうぉーく多摩                                           |                                                                |
| 7月19日                                                        | 元気が出るライブ!！                                                               | 南大沢パオレふれあい広場                                       |                                                                |
| 7月20日                                                        | 元気が出るライブ!！                                                               | 前橋中央通り商店街(群馬）                                      |                                                                |
| 7月27日                                                        | 溝入にか 卒業公演                                                                 | 八王子Match Vox                                                | ワンマンライブ 完売                                            |
| 8月2日                                                         | 元気が出るライブ!！                                                               | 道の駅 ららん藤岡（群馬）                                      | 三人体制初のライブ                                             |
| 8月3日                                                         | 元気が出るライブ!！                                                               | 道の駅 ららん藤岡（群馬）                                      |                                                                |
| 8月10日                                                        | 元気が出るライブ!！                                                               | 道の駅 ららん藤岡（群馬）                                      |                                                                |

## メディア

### タイアップ
| 楽曲           | 番組名                                                    | 放送局                 | 備考                 |
| -------------- | --------------------------------------------------------- | ---------------------- | -------------------- |
| 夢は終わらない | これぞニッポンの手技 Made in TOHOKU～ものづくりの匠たち～ | テレビ朝日系列東北６局 | エンディングテーマ曲 |
| 夢は終わらない | とくもり！                                                | ABA青森朝日放送        | エンディングテーマ曲 |

### テレビ・ラジオ・ネット番組
| 放送日                   | 番組タイトル               | 放送局           | 出演                                               | 備考                                             |
| ------------------------ | -------------------------- | ---------------- | -------------------------------------------------- | ------------------------------------------------ |
| 2017年10月21日           | あっぱれ!KANAGAWA大行進    | テレビ神奈川     | 成瀬らら、上川湖遥、香月ひなた、愛須もも、天羽あみ | 川匂神社(神奈川県二宮町)                         |
| 2018年2月1日             | AbemaPrime                 | AbemaTV          | 仮想通貨少女                                       | 「月と仮想通貨と私」の曲を披露                   |
| 2018年2月4日             | 爆笑問題の日曜サンデー     | TBSラジオ        | 仮想通貨少女                                       |                                                  |
| 2018年3月5日             | Bizトーーク！              | BSスカパー 241ch | 上川湖遥                                           |                                                  |
| 2019年1月28日            | 猫のひたいほどワイド       | テレビ神奈川     | 成瀬らら                                           | 二宮町観光親善大使として生出演                   |
| 2019年2月19日            | AbemaPrime                 | AbemaTV          | 南鈴々華、伊藤花恋                                 | プロレスの日として生出演                         |
| 2019年3月23日            | 深夜に発見！新shock感      | テレビ東京       | 上川湖遥、南鈴々華、伊藤花恋                       |                                                  |
| 2023年 10月14日 10月21日 | やべきょうすけのやべ〜番組 | FM FUJI          | 上川湖遥、香月ひなた                               | 星座百景グレートメンバーとしては初のメディア出演 |

### 雑誌・新聞
- 『LOVE berry』徳間書店
  - vol.9（2017年9月1日）- 成瀬らら、白浜妃奈乃  [217]
  - vol.10（2017年10月20日）- 上川湖遥、白浜妃奈乃 [218]
  - vol.11（2017年12月20日）- 上川湖遥、成瀬らら、白浜妃奈乃、香月ひなた  [219]
- 『tulle（チュール）』スペースシャワーネットワーク
  - 創刊号（2017年12月25日）- 香月ひなた、愛須もも、天羽あみ [220]
  - 6月号増刊号（2018年5月10日）- 上川湖遥、白浜妃奈乃 [221]
- 『JSガール』三栄書房
  - vol.43 （2018年2月22日）- 上川湖遥、白浜妃奈乃 [222]
  - vol.44（2018年4月22日）- 上川湖遥、白浜妃奈乃 [223]
  - vol.45（2018年6月22日）- 上川湖遥 [224]
  - vol.46（2018年7月22日）- 上川湖遥 [225]
- 『LARME』徳間書店
  - 33（2018年3月17日）- 白浜妃奈乃、南鈴々華、天羽あみ [226]
  - 34（2018年5月17日）- 上川湖遥、白浜妃奈乃 [227]
  - 35（2018年7月17日）- 上川湖遥、南鈴々華、宮瀬悠香 [228]
  - 36（2018年9月15日）- 上川湖遥、宮瀬悠香 [229]
  - 37（2018年11月16日）- 南鈴々華、姫川ゆな、宮瀬悠香 [230]
  - 38（2019年1月16日）- 上川湖遥、白浜妃奈乃、宮瀬悠香 [231]
- 『日本経済新聞電子版』仮想通貨のミライ－仮想通貨しくじり芸人たちの告白（2019年1月28日）- 上川湖遥　[232]
- 日刊SPA!　仮想通貨アイドルの今(2021年7月6日) [233]
- 東スポWEB　アイドルグループ「星座百景」が解散撤回 新体制で活動継続(2022年4月6日)[234]